# Liste der Kulturdenkmale in Nossen

Wappen von Nossen

In der Liste der Kulturdenkmale in Nossen sind die Kulturdenkmale der sächsischen Stadt Nossen verzeichnet, die bis September 2024 vom Landesamt für Denkmalpflege Sachsen erfasst wurden (ohne archäologische Kulturdenkmale). Die Anmerkungen sind zu beachten.
Diese Aufzählung ist eine Teilmenge der Liste der Kulturdenkmale im Landkreis Meißen.

## Aufteilung
Wegen der großen Anzahl von Kulturdenkmalen in Nossen werden die Kulturdenkmale in den Ortsteilen in Teillisten aufgeführt.
- Abend
- Badersen
- Bodenbach
- Deutschenbora
- Elgersdorf
- Eulitz
- Gallschütz
- Göltzscha
- Graupzig
- Gruna
- Heynitz
- Höfgen
- Ilkendorf
- Karcha
- Katzenberg
- Klessig
- Kottewitz
- Kreißa
- Leuben
- Leippen
- Lossen
- Mahlitzsch
- Mertitz
- Mettelwitz
- Mutzschwitz
- Neubodenbach
- Noßlitz
- Oberstößwitz
- Perba
- Pinnewitz
- Praterschütz
- Pröda
- Radewitz
- Raußlitz
- Rhäsa
- Rüsseina
- Saultitz
- Schleinitz
- Schrebitz
- Stahna
- Starbach
- Wahnitz
- Wendischbora
- Wolkau
- Wuhsen
- Wunschwitz
- Zetta
- Ziegenhain

## Nossen
| Bild                                    | Bezeichnung | Lage                                                                 | Datierung | Beschreibung | ID       |
| --------------------------------------- | --- | -------------------------------------------------------------------- | --- | --- | -------- |
| Weitere Bilder                          | Autobahnbrücke Siebenlehn über das Muldental | (Flurstücke 799, 757/4, 806/1, 806/2, 807, 808, 707/1) (Karte)       | 1935–1937 | Widerlager und Pfeiler aus Beton mit Werksteinverkleidung (roter Meißner Granit), Überbau ehemals mit Stahlvollwandträgern, heute Spannbetonkonstruktion, verkehrsgeschichtlich und technikgeschichtlich von Bedeutung, landschaftsprägend. Brücke auf aufgeständerter Fahrbahn über fünf Pfeilern, 403 m lang, 24 m breit (verbreitert auf 36 m) nach dem Vorbild der Mangfallbrücke, auf alten Pfeilern, ehemals größte Autobahnbrücke in Sachsen, saniert. | 09201254 |
|                                         | Wegestein | Am Kronberg 1 (bei) (Karte)                                          | 3. Viertel 19. Jahrhundert | Sandsteinsäule oder -stele mit dachförmigem Abschluss, dazu Inschriften und Richtungsweiser, verkehrsgeschichtlich von Bedeutung | 09304618 |
| Direkt Bild zu diesem Denkmal hochladen | Villa mit Einfriedung | Am Kronberg 7 (Karte)                                                | Ende 19. Jahrhundert | Malerischer historisierender Bau mit Zierfachwerk, Holzveranda, baugeschichtlich und stadtentwicklungsgeschichtlich bedeutend. Einfriedung teilweise original erhalten, Fachwerkverblendungen, geätzte Fenster im kleinen Wintergarten. | 09267079 |
| Direkt Bild zu diesem Denkmal hochladen | Wohnhaus, zwei Seitengebäude, frei stehende Giebelwand und Tor eines ehemaligen Vierseithofes | Am Kronberg 9 (Karte)                                                | 2. Hälfte 19. Jahrhundert | Stattliche, barock anmutende Anlage, Gebäude mit charakteristischen Krüppelwalmdächern, Hauptgebäude mit Lisenen, Balkonvorlage und Dachgaupe aufwendiger gestaltet, baugeschichtlich und ortsgeschichtlich bedeutend. Torpfeiler mit Vasen bekrönt, hinteres Seitengebäude mit 1955 bezeichnet, bezieht sich mit großer Wahrscheinlichkeit auf einen Umbau. | 09267081 |
| Direkt Bild zu diesem Denkmal hochladen | Villa mit Einfriedung | Am Kronberg 10 (Karte)                                               | Um 1900 | Historisierender, malerisch bewegter Wohnbau mit Zierfachwerk und Holzerker, baugeschichtlich und stadtentwicklungsgeschichtlich bedeutend. Holzgiebel, Holzbalkon, geätzte Fenster im Treppenhaus. | 09267080 |
| Direkt Bild zu diesem Denkmal hochladen | Bahnwärterhaus | Am Kronberg 20 (Karte)                                               | Ende 19. Jahrhundert | Klinkergebäude, verkehrsgeschichtlich bedeutend. Das Bahnwärterhäuschen mit Backsteinfassade ist Teil der wirklich interessanten Eisenbahnanlagen in Nossen, einem früher wichtigen Verkehrsknotenpunkt, wo mehrere Strecken zusammenliefen (auch eine Schmalspurbahnstrecke). Es komplettiert die sich vor allem im Bahnhofsbereich konzentrierenden Anlagen und Bauten. Zusammen mit diesen ist es von besonderer Bedeutung für die Verkehrsgeschichte in Sachsen. | 09267085 |
| Weitere Bilder                          | Denkmal für die Gefallenen des Deutsch-französischen Krieges, mit umgebender Freiflächengestaltung, Stützmauern und Treppenanlage an der Dresdner Straße | Am Schloß (Karte)                                                    | Nach 1871 | Obelisk auf Sockel und Postament, Verzierungen, Inschrifttafeln, beeindruckendes und gestalterisch anspruchsvolles Kriegerdenkmal, geschichtlich und künstlerisch bedeutend | 09267328 |
| Weitere Bilder                          | Evangelische Stadtkirche Nossen mit Ausstattung | Am Schloß (Karte)                                                    | 1563–1565, später überformt (Kirche); 1732 (Kanzelaltar und Taufe); 1796 (Orgelprospekt); 19. Jahrhundert (Gemälde)                                              | Saalkirche mit Turm, ursprünglich ein Renaissancebau, barock überformt, baugeschichtlich, ortsgeschichtlich und ortsbildprägend von Bedeutung. Neubau 1565 von Andreas Lorentz aus Freiberg, unter Verwendung von Bauteilen aus Altzella (Portale des Kapitelsaals und des Sommerrefektoriums). Schwere Beschädigung durch Brände 1577, 1680 und 1719, der heutige Zustand durch Ausbau 1722, 1934 restauriert. | 09267174 |
| Weitere Bilder                          | Wohnhaus in offener Bebauung, heute Katholische Kapelle St. Bernhard | Am Schloß 1 (Karte)                                                  | 1825 | Schlichter Putzbau mit klassizistischem Portal, baugeschichtlich von Bedeutung | 09267258 |
| Weitere Bilder                          | Schlossanlage mit Einfriedungs- und Stützmauern sowie Treppenanlage, Schlossbrücke und gärtnerische Anlagen (Schlosshof, südliche Gartenterrassen und nördlicher Schlossberg als Gartendenkmal) | Am Schloß 3 (Karte)                                                  | 16./18. Jahrhundert | Komplex aus Amtshauptmannschaftsgebäude, Saalbau, Küchenbau, Frohnfeste, Rentschreiberei, Dechanei und Torbau, weithin sichtbare, unregelmäßige Anlage, nachmittelalterlich erneuert, zeitweilig Wohnsitz der Äbte von Kloster Altzella, landesgeschichtlich, künstlerisch und städtebaulich bedeutend | 09267173 |
| Direkt Bild zu diesem Denkmal hochladen | Wohnhaus | Am Sportplatz 2 (Karte)                                              | 2. Viertel 19. Jahrhundert | Alte Ortslage Eula, möglicherweise ehemaliges Häusleranwesen, Fachwerk im Obergeschoss, Steildach, Zeugnis ländlicher Architektur und Volksbauweise, vor allem um 1820, Teil eines Bereichs mit relativ dichter ursprünglicher Bebauung im Ort, baugeschichtlich und ortsgeschichtlich bedeutend. Fachwerk (mit Schindeln bedeckt) massiv untersetzt (?). | 09267123 |
| Direkt Bild zu diesem Denkmal hochladen | Wohnhaus und Handschwengelpumpe | Am Sportplatz 3 (Karte)                                              | 2. Viertel 19. Jahrhundert | Alte Ortslage Eula, möglicherweise ehemaliges Häusleranwesen, Fachwerk im Obergeschoss und östlichen Giebel, Steildach, Zeugnis ländlicher Architektur und Volksbauweise, vor allem um 1820, Teil eines Bereichs mit relativ dichter ursprünglicher Bebauung im Ort, baugeschichtlich und ortsgeschichtlich bedeutend. Fachwerk, massiv untersetzt. | 09267122 |
| Direkt Bild zu diesem Denkmal hochladen | Wohnstallhaus und Seitengebäude eines ehemaligen Vierseithofes | Am Steinberg 5 (Karte)                                               | 2. Viertel 19. Jahrhundert | Alte Ortslage Eula, beide Gebäude Fachwerk im Obergeschoss, Steildach, weithin sichtbar, Zeugnisse bäuerlicher Architektur und Volksbauweise ihrer Zeit, vor allem baugeschichtlich bedeutend Wohnstallhaus und Seitengebäude Fachwerk, massiv untersetzt. Das Anwesen Am Steinberg 5 war wie die meisten größeren Höfe des Waldhufendorefs Niedereula ein Vierseithof (siehe Meilenblätter von Sachsen, Sektion 9). | 09267259 |
| Direkt Bild zu diesem Denkmal hochladen | Seitengebäude (mit Kumthalle) und Scheune eines Vierseithofes | Am Steinberg 7 (Karte)                                               | 2. Hälfte 19. Jahrhundert | Alte Ortslage Eula, letztere Fachwerk, Zeugnisse bäuerlicher Architektur und Volksbauweise ihrer Zeit, vor allem baugeschichtlich bedeutend | 09267148 |
|                                         | Mietshaus (mit drei Hausnummern) in offener Bebauung | August-Bebel-Straße 4, 6, 8 (Karte)                                  | Um 1910 | Reich gegliederter Putzbau im Reformstil der Zeit um 1910, baugeschichtlich von Bedeutung | 09267154 |
|                                         | Ehemalige Fabrikanlage mit zwei Produktionsgebäuden und einer Esse (Puppen- und Spielwarenfabrik Buschow & Beck) | August-Bebel-Straße 11 (Karte)                                       | Ende 19. Jahrhundert | Klinkerbauten mit Lisenengliederung, Zierankern und Segmentbogenfenstern, charakteristische Industriearchitektur der zweiten Hälfte des 19. Jahrhunderts, zeugt zudem von der Industrialisierung Nossens während und nach der Gründerzeit, einer der wenigen Standorte sächsischer Puppenherstellung, industriegeschichtlich, ortsgeschichtlich und baugeschichtlich bedeutend. Verwaltungs-, Wohn- und Bürogebäude (links) mit daran anschließenden Fabrikationsräumen (rechts), dabei Zelluloidfabrik längs zur August-Bebel-Straße (vgl. Bartusch 3/2012, S. 29), „durch eine Tordurchfahrt gelangte man, vorbei an der Schmiede, in den Fabrikhof mit Schlosserei, Stanzerei, Schaberei, Malerei, Ankleide und Lager“ (Bartusch 2009). Kesselhaus mit Schornstein umfasste zwei Kessel und eine bis in die 1960er-Jahre betriebene Dampfmaschine, die mittels Transmission die Maschinen in den Produktionsgebäuden sowie einen Generator zur Stromerzeugung antrieb. | 09267072 |
| Weitere Bilder                          | Herrenhaus (Gutsstraße 1), zwei Scheunen (Augustusberg 16) des Wirtschaftshofes sowie Spritzenhaus (Giebelhaus mit Dachreiter im Hof), Einzeldenkmale der Sachgesamtheit 09302849 | Augustusberg 16 (Gutsstraße 1) (Karte)                               | 1. Hälfte 18. Jahrhundert (Herrenhaus); 16./17. Jahrhundert (östliche Scheune); um 1825 (Spritzenhaus)                                                           | Einzeldenkmale der Sachgesamtheit Rittergut Augustusberg; alte Ortslage Augustusberg, repräsentative Gutsanlage, aus dem Wirtschaftshof Keseberg des Klosters Altzella hervorgegangen, bau- und ortsgeschichtliche Bedeutung, östliche Scheune mit fünf schweren Strebepfeilern an der Ostseite im Kern wohl eines der ältesten Gebäude Nossens, auch in ihrer Form singulär. Nördlich Wirtschaftshof, in der Mitte kleines Giebelhaus mit Uhr-Dachreiter, um 1820/30, östlich davon große massive Scheune mit fünf schweren Strebepfeilern an der Ostseite, verputzt, mit Krüppelwalmdach, im Erdgeschoss Kreuzgratgewölbe über toskanischen Säulen, am Giebel Inschrifttafel von 1821 (Dehio Sachsen I, 1996). Der Wirtschaftshof besteht aus zwei Scheunen und dem Giebel- bzw. Spritzenhaus (Augustusberg 16) sowie dem Gesindehaus (Gutsstraße 4/6/8/10). | 09267141 |
|                                         | Gasthof Augustusberg mit Saal | Augustusberg 18 (Karte)                                              | Ende 19. Jahrhundert | Alte Ortslage Augustusberg, markanter historisierender Bau des späten 19. Jahrhunderts, weitgehend original erhalten, baugeschichtlich und ortsgeschichtlich bedeutend. Hakenförmiger Grundriss, Saal im Obergeschoss. | 09267142 |
| Direkt Bild zu diesem Denkmal hochladen | Denkmal für die Gefallenen des Ersten Weltkrieges | Augustusberg 34 (bei) (Karte)                                        | Nach 1918 | Alte Ortslage Augustusberg, schlichter Stein mit Inschrift, ortsgeschichtlich bedeutend. Bezeichnet auf dem Portalschlussstein. | 09267143 |
| Direkt Bild zu diesem Denkmal hochladen | Wohnstallhaus, Seitengebäude, Scheune, Einfriedung und Tor eines Dreiseithofes | Augustusberg 46 (Karte)                                              | 1. Hälfte 19. Jahrhundert | Alte Ortslage Augustusberg, kleines Fachwerkensemble, lediglich Scheune massiv, Seitengebäude an Giebel- und Rückseite mit charakteristischer Verbretterung, markantes ländliches Anwesen aus der ersten Hälfte des 19. Jahrhunderts, baugeschichtlich und ortsgeschichtlich bedeutend | 09267147 |
| Direkt Bild zu diesem Denkmal hochladen | Wohnstallhaus, zwei Seitengebäude, Scheune und Hofbaum (Linde) eines Vierseithofes | Augustusberg 55 (Karte)                                              | Bezeichnet mit 1818 | Alte Ortslage Augustusberg, geschlossen erhaltener und wohl bemerkenswertester Bauernhof von Nossen, malerisches Fachwerkensemble, lediglich Scheune massiv, von bau- und ortsgeschichtlicher Bedeutung, lokal singulär. 150 Jahre alte Linde, südliches als Torhaus dienendes Seitengebäude mit zweigeschossigem Fachwerk. | 09267144 |
|                                         | Litfaßsäule | Bahnhofstraße (Karte)                                                | Um 1925 | Eine der letzten noch erhaltenen in Sachsen, charakteristisches Stadtmöbel aus den 1920er Jahren, kulturgeschichtlich bedeutsam. Runde Säule aus Betonteilen, markanter Aufsatz, darunter expressionistisch anmutender Zackenfries, lediglich in der Stadt Görlitz hat sich eine größere Anzahl von gestalterisch anspruchsvollen Litfaßsäulen erhalten. | 09267006 |
| Direkt Bild zu diesem Denkmal hochladen | Wohnhaus in offener Bebauung mit Einfriedung | Bahnhofstraße 6 (Karte)                                              | Um 1870 | Historisierender Bau des 19. Jahrhunderts, ursprünglich Putzgliederung noch erhalten, baugeschichtlich von Bedeutung. Putznutungen, Lisenengliederung, originaler Staketenzaun. | 09267005 |
| Direkt Bild zu diesem Denkmal hochladen | Wohnhaus in offener Bebauung mit angebautem Nebengebäude | Bahnhofstraße 8 (Karte)                                              | Um 1870 | Historisierender Bau aus der zweiten Hälfte des 19. Jahrhunderts, zeittypischer Fassadenschmuck, baugeschichtlich von Bedeutung | 09267168 |
| Direkt Bild zu diesem Denkmal hochladen | Wohnhaus in geschlossener Bebauung | Bahnhofstraße 21 (Karte)                                             | Um 1880 | Gründerzeitgebäude, gut gegliederte Putzfassade, baugeschichtlich von Bedeutung | 09267170 |
| Direkt Bild zu diesem Denkmal hochladen | Wohnhaus in geschlossener Bebauung | Bahnhofstraße 23 (Karte)                                             | Um 1880 | Gründerzeitgebäude, gut gegliederte Putzfassade, baugeschichtlich von Bedeutung | 09267171 |
| Direkt Bild zu diesem Denkmal hochladen | Brunnenhaus mit kniehoher Stützmauer und Vorplatzgestaltung (Grundborn) | Berggasse 12 (neben) (Karte)                                         | 2. Hälfte 19. Jahrhundert | Markantes und für Nossen technikgeschichtlich bedeutsames Bauwerk | 09267266 |
| Direkt Bild zu diesem Denkmal hochladen | Wohnhaus in offener Bebauung mit Stützmauer | Berggasse 21 (Karte)                                                 | 1. Hälfte 19. Jahrhundert | Markanter ländlicher Bau mit verbrettertem Fachwerk-Obergeschoss, baugeschichtlich und ortsgeschichtlich bedeutend. Obergeschoss holzverschalt, massiv untersetzt. | 09267099 |
| Direkt Bild zu diesem Denkmal hochladen | Wohnhaus in halboffener Bebauung | Berggasse 23 (Karte)                                                 | 1. Hälfte 19. Jahrhundert | Markanter ländlicher bzw. vorstädtischer Bau mit hohem Spitzdach, baugeschichtlich und ortsgeschichtlich bedeutend, Dachhäuser | 09267098 |
| Direkt Bild zu diesem Denkmal hochladen | Wohnhaus | Bergweg 3 (Karte)                                                    | 1. Hälfte 19. Jahrhundert | Alte Ortslage Augustusberg, wohl Häusleranwesen, Fachwerk-Obergeschoss, baugeschichtlich und ortsgeschichtlich bedeutend. Fachwerk, massiv untersetzt. | 09267101 |
| Direkt Bild zu diesem Denkmal hochladen | Wohnhaus mit Einfriedungsmauer | Bergweg 6 (Karte)                                                    | 1. Hälfte 19. Jahrhundert | Alte Ortslage Augustusberg, markanter ländlicher Bau mit hohem Satteldach, baugeschichtlich und ortsgeschichtlich bedeutend. Giebelseite im Obergeschoss holzverschalt. | 09267104 |
| Weitere Bilder                          | Denkmalsockel eines ehemaligen Bismarck-Denkmals mit kleiner Parkanlage (Gartendenkmal) | Bismarckstraße (Karte)                                               | 1905 | Tafel am Denkmal entfernt, ortsgeschichtlich bedeutend. Ursprünglich stand auf dem wuchtigen Postament eine lebensgroße Statue von Bismarck. Diese ist später entfernt worden. Dann Erinnerungstafel an die Sozialistin Clara Zetkin, Park zum Clara-Zetkin-Park umbenannt, Rückbenennung 1992. | 09267264 |
|                                         | Schulgebäude | Bismarckstraße 2 (Karte)                                             | 1849 | Zweigeschossiger Bau über L-förmigem Grundriss, kleine Inschrifttafel, ortsgeschichtlich bedeutend | 09267155 |
| Direkt Bild zu diesem Denkmal hochladen | Mietshaus in offener Bebauung | Bismarckstraße 5 (Karte)                                             | Anfang 20. Jahrhundert | Spätgründerzeitlicher Bau mit Klinker-Werkstein-Fassade, baugeschichtlich und stadtentwicklungsgeschichtlich bedeutend. Bei der Bismarckstraße 5 handelt es sich um einen markanten spätgründerzeitlichen Bau mit Klinker-Werkstein-Fassade und für kleinstädtische Verhältnisse reichem, historisierendem Dekor. Aufwendig ist auch das Tor des seitlichen Durchgangs gestaltet. Die Wirkung des Gebäudes wird lediglich durch den straßenseitigen Ausbau des Daches beeinträchtigt. Mittlerweile gibt es einige Beispiele, die zeigen, wie ein solcher Ausbau denkmalverträglich zurückgebaut werden kann. Darüber hinaus markiert das Eckgebäude den Übergang von den zumeist noch zweigeschossigen, älteren Bauten des Nossener Marktes hin zur jüngeren, höheren Bebauung der Bismarckstraße. | 09267156 |
| Weitere Bilder                          | Mietshaus in halboffener Bebauung | Bismarckstraße 6 (Karte)                                             | Anfang 20. Jahrhundert | Markanter, historisierender Bau mit reicher Fassadengliederung unter anderem mit Holzbalkon, baugeschichtlich und stadtentwicklungsgeschichtlich bedeutend | 09267157 |
| Weitere Bilder                          | Wohnhaus mit Stützmauer als Einfriedung | Bismarckstraße 7 (Karte)                                             | Um 1925 | Traditionell gestalteter Wohnbau der 1920er Jahre mit gestalterisch hervorgehobenem Eingangsbereich, baugeschichtlich und wohl auch künstlerisch bedeutend. Rückwärtiger Erker, überdachter Eingang mit Pfeilern, bleiverglaste Fenster mit Jugendstilornamenten, stark reduzierter Bauschmuck, Villa wurde bis in die 1990er Jahre als Kindergarten genutzt. | 09267071 |
| Weitere Bilder                          | Mietshaus in geschlossener Bebauung | Bismarckstraße 8 (Karte)                                             | Anfang 20. Jahrhundert | Historisierender Bau mit Ziegelfassade, mittenbetonte Fassade durch Risalit, Giebel und Balkon, baugeschichtlich und stadtentwicklungsgeschichtlich bedeutend, Verblendziegel | 09267159 |
| Weitere Bilder                          | Mietshaus in geschlossener Bebauung | Bismarckstraße 10 (Karte)                                            | Anfang 20. Jahrhundert | Straßenbildprägender historisierender Bau mit Mittelerker und Fachwerkaufsatz, baugeschichtlich und stadtentwicklungsgeschichtlich bedeutend | 09267160 |
| Weitere Bilder                          | Mietshaus in geschlossener Bebauung | Bismarckstraße 12 (Karte)                                            | Anfang 20. Jahrhundert | Historisierender Bau mit Erker und Giebel, baugeschichtlich und stadtentwicklungsgeschichtlich bedeutend | 09267161 |
| Weitere Bilder                          | Mietshaus in geschlossener Bebauung | Bismarckstraße 14 (Karte)                                            | Anfang 20. Jahrhundert | Historisierender Bau mit Mittelerker und prächtigem Volutengiebel, baugeschichtlich und stadtentwicklungsgeschichtlich bedeutend | 09267162 |
| Weitere Bilder                          | Mietshaus in geschlossener Bebauung | Bismarckstraße 16 (Karte)                                            | Anfang 20. Jahrhundert | Putzfassade mit Erker, im Reformstil der Zeit um 1910, baugeschichtlich und stadtentwicklungsgeschichtlich von Bedeutung | 09267163 |
| Weitere Bilder                          | Mietshaus in geschlossener Bebauung | Bismarckstraße 18 (Karte)                                            | Anfang 20. Jahrhundert | Schlichter historisierender Bau mit unterschiedlich gestalteten, roten Sandsteinfenstergewänden, baugeschichtlich und stadtentwicklungsgeschichtlich bedeutend | 09267263 |
| Weitere Bilder                          | Postgebäude in Ecklage, mit seitlicher Einfriedung | Bismarckstraße 20 (Karte)                                            | Bezeichnet mit 1903–1904 | Repräsentativer historisierender Bau mit Ziegelfassade und hervorgehobener Eckgestaltung, baugeschichtlich und ortsgeschichtlich von Bedeutung, Verblendziegel | 09267164 |
| Weitere Bilder                          | Mietshaus in halboffener Bebauung und Hofgebäude | Bismarckstraße 21 (Karte)                                            | Um 1900 | Spätgründerzeitlicher historisierender Bau mit Klinker-Werkstein-Fassade, Teil der Bebauung gegenüber dem Bahnhof, baugeschichtlich und stadtentwicklungsgeschichtlich bedeutend. Klinkerfassade, mit modernem Ladeneinbau und zweiflügeligem Anbau zum Hof. | 09267008 |
| Weitere Bilder                          | Mietshaus in offener Bebauung und Ecklage | Bismarckstraße 22 (Karte)                                            | Anfang 20. Jahrhundert | Markanter Eckbau mit historisierender Ziegelfassade, baugeschichtlich und stadtentwicklungsgeschichtlich von Bedeutung, Verblendziegel | 09267165 |
| Weitere Bilder                          | Mietshaus in halboffener Bebauung und Hinterhaus | Bismarckstraße 23 (Karte)                                            | Um 1900 | Spätgründerzeitlicher Bau mit repräsentativer, historisierender Klinker-Werkstein-Fassade, Gliederung durch seitliche Vorlagen mit Dreiecksgiebeln, Teil der Bebauung gegenüber dem Bahnhof, baugeschichtlich und stadtentwicklungsgeschichtlich bedeutend. Klinkerfassade, Erdgeschoss mit Putznutung (Quaderung) und Ladeneinbau, Giebel über den seitlichen Achsen. | 09267009 |
| Weitere Bilder                          | Doppelmietshaus in offener Bebauung | Bismarckstraße 24, 26 (Karte)                                        | Um 1910 | Aufwendig gestalteter Putzbau mit mächtigem Fachwerkgiebel im Reformstil der Zeit um 1910, baugeschichtlich und stadtentwicklungsgeschichtlich von Bedeutung | 09267166 |
|                                         | Mietshaus in geschlossener Bebauung | Bismarckstraße 25 (Karte)                                            | Um 1900 | Spätgründerzeitlicher Bau mit historisiender Klinker-Werkstein-Fassade, Teil der Bebauung gegenüber dem Bahnhof, baugeschichtlich und stadtentwicklungsgeschichtlich bedeutend. Klinkerfassade, mit Ladeneinbau, Eingangstür mit Jugendstilornamentik. | 09267010 |
| Weitere Bilder                          | Villa mit Vorgarten | Bismarckstraße 28 (Karte)                                            | Bezeichnet mit 1929 | Gestalterisch markanter Wohnbau der 1920er Jahre in Ecklage, mit Elementen der klassischen Moderne und des Traditionalismus, Eingangsbereich an der Ecke durch Kegeldach hervorgehoben, sparsame und zugleich noble Fassadengliederung, baugeschichtlich und künstlerisch bedeutend | 09267167 |
| Weitere Bilder                          | Bahnhof und Bahnbetriebswerk Nossen mit Empfangsgebäude und Bahnsteigen einschließlich Bahnsteigüberdachungen sowie Wasserkran, weiterhin Straßenlaterne auf dem Bahnhofsvorplatz, dazu Anlage der Schmalspurbahn mit Bahnsteigüberdachungen, Lokschuppen, weiterem Gebäude (Kohleschuppen und Werkstatt), Bock- oder Portalkran, des Weiteren Bahnbetriebswerk mit Rundlokschuppen einschließlich Drehscheibe und Schmalspurgleis für Lokomotivreparatur (Hochgleis), Lokwerkstatt, hydraulischer Presse, so genanntem „Deutschlandgerät“ und Wasserkran, außerdem Stellwerke I und II (Güterbahnhof kein Denkmal) | Bismarckstraße 34 (Karte)                                            | 1869 (Empfangsgebäude); 1893 (Regelspur, Ringlokschuppen); 1894 (Stellwerk W 2); 1898 (Lokschuppen der Schmalspurbahn); 1907 (Stellwerk W 1); 1915 (Drehscheibe) | Gesamter Komplex weitgehend geschlossen erhaltener sächsischer Kleinstadtbahnhof, Bahnsteigüberdachung der Schmalspurbahn einzige erhaltene neben Dippoldiswalde, eingleisiger Lokschuppen der Schmalspurbahn letzter neben denen in Carlsfeld, Bahnhof von besonderer technikgeschichtlicher und verkehrsgeschichtlichen Bedeutung. Halbrundschuppen mit 14 Ständen, Strahlengleisen, Drehscheibe, Drehscheibenwärterhäuschen, Lokwerkstatt Klinkerbau, im Innern Achsabsenkeinrichtung und Kranbahn. Die hydraulische Presse aus dem Ende des 19. Jahrhunderts diente zum Auspressen von Stangenlagern. Sie befindet sich im Halbrundschuppen. Bei dem so genannten „Deutschlandgerät“ handelt es sich um einen Wasserdruckerzeuger für die hydraulische Presse. Es ist derzeit außer Betrieb (Stand: 15. März 2007). Die erhaltenen Wasserkräne stehen in der Nähe des Stellwerkes 1 und auf dem Areal des Bahnbetriebswerkes. Ein drittes Exemplar unmittelbar vor dem Empfangsgebäude wurde abgebaut. Im Jahre 1868 wurde die Bahnstrecke Döbeln–Nossen eingeweiht. Es folgten weitere Verbindungen, u. a. 1898–1899 die Schmalspurbahn nach Wilsdruff. Nossen entwickelte sich zu einem wichtigen sächsischen Verkehrsknotenpunkt. Nach dem Ersten Weltkrieg kamen Bahnbetriebswerk und Bahnmeisterei hinzu. | 09267011 |
|                                         | Mietshaus in Ecklage und offener Bebauung | Bismarckstraße 51 (Karte)                                            | Um 1910 | Charakteristischer Bau der Reformarchitektur nach 1900, schlicht und nobel zugleich, zudem durch seine Situation besondere Gestaltung, markantes Ensemble mit etwa gleichzeitig entstandener Fabrikanlage gegenüber, baugeschichtlich und stadtentwicklungsgeschichtlich bedeutend. Grundriss des Hauses der Straßenkurve nachempfunden. | 09267053 |
|                                         | Hauptgebäude und Nebengebäude einer Fabrikanlage (ehemals Maschinenfabrik Elite, später Firma Simon, Firma Fahnen-Schneider und VEB Meißner Schuhfabrik) | Döbelner Straße 1, 3, 5 (Karte)                                      | Um 1925 | Repräsentativ gestalteter Komplex mit Lisenengliederungen und Turm, markantem Portal und übergiebeltem Risalit, charakteristische Industriearchitektur in der Formensprache des Neoklassizismus zu Beginn des 20. Jahrhunderts, erinnert zudem an Bedeutung Nossens als Industriestandort, baugeschichtlich und ortsgeschichtlich bedeutend. Ursprünglich Maschinenfabrik Elite Aktiengesellschaft in Nossen (Sa). Der älteste Teil, die stark veränderten Gebäude Döbelner Straße 7/9 und Döbelner Straße 1/3 entstanden um 1925, erstes Baugesuch 1919/20. Die Fabrikanlage wurde um 1930 vom jüdischen Unternehmer Simon übernommen, seitdem Simon Aktiengesellschaft (Inschrift über Eingang). In den 1930er Jahren, nach Machtergreifung der Nazis, teilte man den Besitz von Simon auf drei Firmen auf (so genannte Arisierung): Gerstmann, Fahnenschneider (Fahnenfabrik von Fritz Schneider) und Wolf. Nach 1945 befanden sich im langgestreckten, straßenseitigen Komplex die Meissner Schuhfabrik und die Dresdner Herrenmode. Nach 1990 eine Zeit lang Hotel Nossener Hof. | 09267052 |
| Direkt Bild zu diesem Denkmal hochladen | Fabrikantenvilla mit Toreinfahrt, Garten, Einfriedung und rückwärtiger Remise | Döbelner Straße 22 (Karte)                                           | Um 1900 | Markantes Anwesen, historisierender Bau mit Ziergiebeln, Anbauten, Balkonen und hölzernem Wintergarten, wohl aufwendigste Villa ihrer Art in Nossen, bemerkenswerter Baumbestand im Garten, Zweckbau der Remise mit Fachwerk, baugeschichtlich und ortsgeschichtlich sowie künstlerisch bedeutend (siehe auch Fabrikstraße 26). Hölzerner Wintergarten mit Bleiverglasung, im Obergeschoss Vorderseite große Rundbogenfenster, Betonung der Mittelachse durch den Haupteingang, Balkon und Fachwerkgiebel, schmiedeeisernes Tor mit Jugendstilornamentik. | 09267076 |
| Direkt Bild zu diesem Denkmal hochladen | Ehemalige Fabrikschule | Döbelner Straße 24 (Karte)                                           | Ende 19. Jahrhundert | Gestalterisch markanter, neobarock anmutender Bau, architekturhistorisch und ortsgeschichtlich von Bedeutung. Mansardwalmdach, hebt sich repräsentativ aus dem gesamten Gebäudekomplex hervor. | 09267077 |
|                                         | Eisenbahnersiedlung Nossen (Sachgesamtheit) | Döbelner Straße 33, 35, 37, 39, 41, 43, 45 (Karte)                   | 1927–1928 | Sachgesamtheit Eisenbahnersiedlung Nossen, mit folgenden Einzeldenkmalen: sieben, zum Teil zusammengefasste Wohnhäuser, die sich um einen Innenhof gruppieren, und mit folgenden Sachgesamtheitsteilen: an der Rückseite Bleichwiese, zur Straße Vorgärten mit Einfriedung (siehe 09267129); traditionell gestaltete Gebäude des Siedlungs- und Kleinwohnungsbaus der 1920er Jahre, baugeschichtlich und stadtentwicklungsgeschichtlich von Bedeutung. Fensterläden, Originalputz. | 09267130 |
| Direkt Bild zu diesem Denkmal hochladen | Sieben, zum Teil zusammengefasste Wohnhäuser, die sich um einen Innenhof gruppieren (Einzeldenkmale der Sachgesamtheit 09267130) | Döbelner Straße 33, 35, 37, 39, 41, 43, 45 (Karte)                   | 1927–1928 | Einzeldenkmale der Sachgesamtheit Eisenbahnersiedlung Nossen; traditionell gestaltete Gebäude des Siedlungs- und Kleinwohnungsbaus der 1920er Jahre, baugeschichtlich und stadtentwicklungsgeschichtlich von Bedeutung. Fensterläden, Originalputz. Im Hof zwei Waschhäuser, vor 2011 abgebrochen. | 09267129 |
| Weitere Bilder                          | Pöppelmannbrücke über die Mulde | Dresdner Straße (Karte)                                              | 1715–1717 | Markante barocke Bogenbrücke, eines der bedeutendsten Zeugnisse der Verkehrs- und Produktionsgeschichte, nach Entwurf des Dresdner Zwingerbaumeisters Matthäus Daniel Pöppelmann, baugeschichtlich und technikgeschichtlich bedeutend. Wohlproportionierte Drei-Bogen-Brücke aus Sandsteinquadern 0,50 m × 0,80 m in der Ansichtsfläche. | 09267172 |
|                                         | Pfarrhaus in halboffener Bebauung | Dresdner Straße 2 (Karte)                                            | 18. Jahrhundert | Schlichter barocker Putzbau, gegenüber der Stadtkirche gelegen, baugeschichtlich und ortsgeschichtlich von Bedeutung | 09267175 |
|                                         | Mietshaus in offener Bebauung und Ecklage | Dresdner Straße 37 (Karte)                                           | Um 1890 | Neben Döbelner Straße 22 der repräsentativste Wohnbau der Gründerzeit in Nossen, Betonung durch Eckerker, historisierende Klinkerfassaden, exponierte Lage am Zugang zur Altstadt, baugeschichtlich und ortsgeschichtlich sowie städtebaulich bedeutend. Als Eckbau konzipiert, Betonung der Lage durch einen Eckturm mit Eingang, Klinkerfassade. | 09267078 |
| Direkt Bild zu diesem Denkmal hochladen | Wohnhaus in offener Bebauung | Dresdner Straße 39 (Karte)                                           | Anfang 20. Jahrhundert | Charakteristischer Bau der versachlichten Architektur aus dem Anfang des 20. Jahrhunderts, mit Elementen des Neobarock und des geometrischen Jugendstils, Lisengliederung, akzentuierende Ornamentik, Belebung der Straßenfassade durch Erker auf Säulen, baugeschichtlich und stadtentwicklungsgeschichtlich, wohl auch künstlerisch bedeutend. Neobarock, bleiverglaste Fenster, aufwendiges Eingangsportal mit zwei flankierenden Rundpfeilern, Mansardwalmdach. Verunstaltetes Hintergebäude Nummer 41 kein Denkmal. | 09267088 |
| Direkt Bild zu diesem Denkmal hochladen | Wohnhaus in offener Bebauung | Dresdner Straße 50 (Karte)                                           | 2. Hälfte 19. Jahrhundert | Putzfassade überformt 1920er Jahre, älterer Kern, ortsbildprägende Lage an der Pöppelmannbrücke, baugeschichtlich und stadtentwicklungsgeschichtlich von Bedeutung, Krüppelwalmdach | 09267093 |
| Weitere Bilder                          | Sämischlederfabrik, ehemalige Gerberei, mit Esse sowie Wohngebäude | Dresdner Straße 52 (Karte)                                           | Bezeichnet mit 1833 (Wohngebäude); um 1910 (Fabrik) | Von Eckturm dominiertes Hauptgebäude mit verschiedenen rückwärtigen Anbauten, Schornstein und freistehenden Bauten, Wohngebäude mit hohem Mansarddach, ortsgeschichtlich und industriegeschichtlich bedeutsamer Komplex, älteste Nossener Lederfabrik (gegründet 1830). Turmausbau, Datierung 1833 am älteren Gebäudeteil, Fabrik befindet sich seit der Gründung 1830 durch Carl Heinrich Müller im Besitz der Familie. | 09267086 |
|                                         | Wohnhaus in halboffener Bebauung | Dresdner Straße 54 (Karte)                                           | 1. Hälfte 19. Jahrhundert | Markanter Bau mit hohem Mansardwalmdach, auf Rückseite mit zwei Dachhechten, baugeschichtlich und stadtentwicklungsgeschichtlich bedeutend. Ehemals zur Gerberei (Dresdner Straße 52) gehörig (?), Fledermausgaupe. | 09267087 |
| Direkt Bild zu diesem Denkmal hochladen | Wartehaus | Dresdner Straße 56 (neben) (Karte)                                   | Ende 19. Jahrhundert | Markanter eingeschossiger historisierender Klinkerbau mit zum Teil aufwendigem Dekor, baugeschichtlich und stadtentwicklungsgeschichtlich bedeutend | 09267089 |
| Direkt Bild zu diesem Denkmal hochladen | Wohnhaus (bestehend aus zwei Hausteilen) eines ehemaligen ländlichen Anwesens sowie Stützmauer | Eichholzgasse 18 (Karte)                                             | 1. Hälfte 19. Jahrhundert, später erweitert | Villenartiger Hauptbau im Stil der versachlichten Architektur nach 1900, älterer Wohnhausteil mit Fachwerkobergeschoss integriert, baugeschichtlich und ortsentwicklungsgeschichtlich bedeutend. Vorderfront Fachwerk, massiv untersetzt, Hinterfront holzverschalt. | 09267092 |
| Direkt Bild zu diesem Denkmal hochladen | Eisenbahnbrücke der Bahnstrecke Borsdorf–Coswig | Eulaer Hauptstraße (Karte)                                           | Um 1880 | Steinbrücke mit Segmentbogen, Teile der insgesamt bedeutsamen Eisenbahnanlagen auf dem Stadtgebiet von Nossen, darüber hinaus markantes Brückenbauwerk seiner Zeit, verkehrsgeschichtlich und baugeschichtlich bedeutsam | 09303315 |
| Direkt Bild zu diesem Denkmal hochladen | Steinbogenbrücke über den Eulabach | Eulaer Hauptstraße (Karte)                                           | 19. Jahrhundert | Alte Ortslage Eula, wohl eine der letzten ihrer Art in Nossen, baugeschichtlich bedeutend. Weitestgehend original erhaltene Steinbogenbrücke. Sie zeigt einen sehr schön ausgeformten Bogen aus Bruchsteinen. Ein an der Nordostseite befindlicher, quergestellter Stein trug möglicherweise eine Jahreszahl, die nicht mehr leserlich ist. | 09303126 |
| Direkt Bild zu diesem Denkmal hochladen | Mietshaus in offener Bebauung | Eulaer Hauptstraße 4 (Karte)                                         | Ende 19. Jahrhundert | Alte Ortslage Eula, kleinstädtischer, spätgründerzeitlicher Wohnbau mit historisierender Fassade und rar gewordener metallener Dachbekrönung, dokumentiert Ausdehnung Nossens im Zuge der Industrialisierung, baugeschichtlich und stadtentwicklungsgeschichtlich von Belang. Giebel mit Rundbogenmotiv betont die Mittelachse, gefüllte Dreiecksgiebel über den original erhaltenen Fenstern. | 09267109 |
| Direkt Bild zu diesem Denkmal hochladen | Mietshaus in offener Bebauung | Eulaer Hauptstraße 8 (Karte)                                         | Bezeichnet mit 1903 | Alte Ortslage Eula, historierender Bau mit aufwändiger Fassadengestaltung, insbesondere überhöhter Mittelrisalit betont, zeigt zudem Vordringen städtischer Bauweisen in den ländlichen Raum, baugeschichtlich und stadtentwicklungsgeschichtlich bedeutend. Dacherker mit Dreiecksgiebel betont die Mittelachse, Kinderköpfe auf den Schlusssteinen der Fenster, Früchteranken als Ornamente im ersten Obergeschoss, Dachhäuser. | 09267107 |
| Direkt Bild zu diesem Denkmal hochladen | Mietshaus in offener Bebauung mit Einfriedung | Eulaer Hauptstraße 22 (Karte)                                        | Ende 19. Jahrhundert | Alte Ortslage Eula, schlichter historisierender Bau mit feiner Putzgliederung, Zeugnis für Architektur seiner Zeit, zeigt zudem Vordringen städtischer Bauweisen in den ländlichen Raum, baugeschichtlich bedeutend. Putznutung, Originalzaun. | 09267124 |
| Direkt Bild zu diesem Denkmal hochladen | Wohnstallhaus | Eulaer Hauptstraße 32 (Karte)                                        | 2. Viertel 19. Jahrhundert | Alte Ortslage Eula, Fachwerk im Obergeschoss, Steildach, Zeugnis bäuerlicher Architektur und Volksbauweise, vor allem um 1820, Teil eines Bereichs mit relativ dichter ursprünglicher Bebauung im Ort, baugeschichtlich und ortsgeschichtlich bedeutend. Rückseite: Fachwerk, massiv untersetzt, Vorderseite: verblendet. Bildet mit den Häusern Nummer 30, 53, 55 und 59 sowie Anwesen am Neuen Weg Kern mit markanten ländlichen Baulichkeiten. | 09267119 |
| Direkt Bild zu diesem Denkmal hochladen | Wohnstallhaus (mit Anbau an der Giebelseite), Seitengebäude (Torhaus), Hofpflaster und Stützmauer eines ehemaligen Vierseithofes | Eulaer Hauptstraße 33 (Karte)                                        | Bezeichnet mit 1660 | Alte Ortslage Eula, neben Augustusberg 55 bedeutsamster Bauernhof von Nossen, am Hang gelegenes weithin sichtbares Fachwerkensemble, Hauptbau mit Andreaskreuzen und Kopfstreben, eines der ältesten bäuerlichen Gebäude des Ortes, baugeschichtlich bedeutend, singulär und von großem Wert für das Ortsbild. Ehemaliges Wohnstallhaus über Tür im Fachwerk bezeichnet: „+A K + B L Z M ANNO 1660+“. Nach dem sächsischen Meilenblatt von 1800 war die Hauptstraße 33 ursprünglich ein Vierseithof. | 09267113 |
| Direkt Bild zu diesem Denkmal hochladen | Wohnhaus | Eulaer Hauptstraße 53 (Karte)                                        | 2. Viertel 19. Jahrhundert | Alte Ortslage Eula, vermutlich Häusleranwesen, Fachwerk im Obergeschoss, baugeschichtlich bedeutend. Fachwerk, massiv untersetzt. | 09267116 |
| Direkt Bild zu diesem Denkmal hochladen | Wohnstallhaus, Seitengebäude (mit Kumthalle), weiteres Seitengebäude und Scheune (ruinös) eines ehemaligen Vierseithofes sowie Hofpflasterung | Eulaer Hauptstraße 55 (Karte)                                        | Bezeichnet mit 1878 | Alte Ortslage Eula, weitgehend geschlossen erhaltener Bauernhof aus dem letzten Viertel des 19. Jahrhunderts, Massivbauten mit Zwillingsfenster im Giebel, leicht erhöht liegendes Gehöft, Zeugnis ländlicher Architektur und Volksbauweise seiner Zeit, baugeschichtlich und ortsgeschichtlich bedeutend. Bezeichnet am Türsturz des Wohnhauses. | 09267117 |
| Direkt Bild zu diesem Denkmal hochladen | Gasthof „Zur goldnen Sonne“ | Eulaer Hauptstraße 57 (Karte)                                        | Bezeichnet mit 1833 | Alte Ortslage Eula, markanter langgestreckter Bau mit Fachwerkobergeschoss, zur Straßenseite verputzt, Steildach und hervorgehobenem Eingang, ortsgeschichtlich bedeutend, als Zeugnis ländlicher Architektur und Volksbauweise seiner Zeit zudem baugeschichtlich von Belang. An der Rückseite kleiner (Abort)erker auffällig. | 09267118 |
| Direkt Bild zu diesem Denkmal hochladen | Fabrikgebäude (ehemalige Garnspinnerei) | Fabrikstraße 4a (Karte)                                              | Um 1900 | Markanter Klinkerbau mit Lisenengliederung, gestalterisch anspruchsvolles Beispiel der Industriearchitektur um 1900, dokumentiert zudem Industrialisierung Nossens, baugeschichtlich und ortsgeschichtlich bedeutend. Klinkerfassade, Rundgiebel betont die Mittelachse. | 09267074 |
|                                         | Kutscher- oder Gärtnerhaus und Wirtschaftsgebäude (Pferdestall) | Fabrikstraße 26 (Karte)                                              | Um 1900 | Gründerzeitgebäude mit Fachwerk-Elementen, ursprünglich wohl Teil der benachbarten Fabrikantenvilla Döbelner Straße 22, baugeschichtlich und ortsgeschichtlich sowie künstlerisch bedeutend. Fachwerkgiebel, Fachwerk, massiv untersetzt (Wohnhaus und Scheune). | 09267075 |
|                                         | Wohnhaus in geschlossener Bebauung | Freiberger Straße 8 (Karte)                                          | 2. Hälfte 18. Jahrhundert | Charakteristischer kleinstädtischer Bau mit maßstäblichen Fensteröffnungen und Steildach, Eingangstür hervorgehoben, baugeschichtlich und stadtentwicklungsgeschichtlich bedeutend, Dachgaupe | 09267060 |
| Direkt Bild zu diesem Denkmal hochladen | Wohnhaus in geschlossener Bebauung | Freiberger Straße 10 (Karte)                                         | Ende 18. Jahrhundert | Charakteristischer kleinstädtischer Bau mit maßstäblichen Fensteröffnungen und Steildach, Segmentbogenportal mit Scheitelstein, im Dach annähernd symmetrisch zueinander stehende Ausbauten, baugeschichtlich und stadtentwicklungsgeschichtlich bedeutend. Drei Dachhäuser, Betonung der Mittelachse, sechsachsige Fassade. | 09267061 |
| Direkt Bild zu diesem Denkmal hochladen | Wohnhaus in geschlossener Bebauung | Freiberger Straße 12 (Karte)                                         | Ende 18. Jahrhundert | Charakteristischer kleinstädtischer Bau mit maßstäblichen Fensteröffnungen und Steildach, Segmentbogenportal, Dachausbau, baugeschichtlich und stadtentwicklungsgeschichtlich bedeutend, Dacherker | 09267062 |
|                                         | Mietshaus in geschlossener Bebauung und Hinterhaus | Freiberger Straße 14 (Karte)                                         | Um 1890 | Charakteristischer kleinstädtischer Bau des ausgehenden 19. Jahrhunderts mit historisierender Klinkerfassade, baugeschichtlich und stadtentwicklungsgeschichtlich bedeutend. Klinkerfassade über zwei Obergeschosse, zwei Dachhäuser, Dacherker, Ochsenauge. | 09267063 |
|                                         | Wohnhaus in geschlossener Bebauung und Hinterhaus | Freiberger Straße 18 (Karte)                                         | 2. Hälfte 18. Jahrhundert (Wohnhaus); um 1910 (Hinterhaus) | Barock anmutendes Nossener Bürgerhaus mit Tordurchfahrt und hohem Mansardwalmdach, baugeschichtlich und stadtentwicklungsgeschichtlich bedeutend. Barockes Wohnhaus, eingeschossiges Hinterhaus. | 09267064 |
| Weitere Bilder                          | Wohnhaus in Ecklage, mit Seitenflügel zum Hof | Freiberger Straße 20 (Karte)                                         | 2. Hälfte 18. Jahrhundert | Schlichter Putzbau, ländlicher Charakter, baugeschichtlich von Bedeutung. Ländlicher Charakter, im Dezember 2011 Umnutzung zum städtischen Museum. | 09267065 |
| Direkt Bild zu diesem Denkmal hochladen | Villa | Freiberger Straße 38 (Karte)                                         | Um 1925 | Charakteristischer Wohnbau der 1920er Jahre für gehobene Ansprüche, traditionell gestaltetes Gebäude, Fassaden allein durch Fenster und Gliederungen belebt, Eingang hervorgehoben, baugeschichtlich bedeutend. Portal mit originaler Lampe. | 09267031 |
| Direkt Bild zu diesem Denkmal hochladen | Ehemaliges Friedrich-August-Verbands-Krankenhaus (heute Seniorenheim) mit Einfriedung und Pforte | Freiberger Straße 76, 78 (Karte)                                     | 1910 eingeweiht | Gestalterisch auffälliger Bau aus dem frühen 20. Jahrhundert, Beispiel des in jener Zeit vorherrschenden Reformstils, mit hohem Mansarddach und fast schmucklosen Fassaden, Belebung durch Dachreiter und hervorgehobenen Eingang, Einfriedung bildet funktionale und formale Einheit mit Gebäude, baugeschichtlich und ortsgeschichtlich bedeutend, wohl auch künstlerisch von Belang, zudem weithin sichtbare Landmarke. An der Stelle des alten Hospitals erbaut (?), Bleiglasfenster im Treppenhaus, originales Treppengeländer. | 09267032 |
| Direkt Bild zu diesem Denkmal hochladen | Friedhofskapelle, zwei Nebengebäude, Friedhofsportal, VVN-Denkmal, Mahnmal für gefallene italienische Soldaten und denkmalwerte Grabstätten des Neuen Nossener Friedhofes sowie auf diesen führende Allee (Gartendenkmal) | Freiberger Straße 80 (Karte)                                         | 1903 (Friedhofskapelle); 1947 (Grabmal) | Neoromanische Kapelle mit Dachreiter, baugeschichtlich, ortshistorisch und sepulkralgeschichtlich bedeutend. In einem Gemeinschaftsgrab ruhen 87 Häftlinge des ehemaligen KZ Flossenbürg, Außenlager Klostermühle und Thalbad Nossen/Zella. Eingesetzt in der faschistischen Rüstungsindustrie, fanden sie den Tod in der Zeit vom 25. Januar bis 14. April 1945. Ihrer Nationalität nach waren es 52 Polen, 15 Sowjetbürger, 11 Ungarn, 4 Franzosen oder Belgier, 2 Jugoslawen, 2 Deutsche und 1 Italiener. Auf dem Gemeinschaftsgrab Findling mit ehrender Inschrift. Material Granit, errichtet ca. 1947. | 09303124 |
| Direkt Bild zu diesem Denkmal hochladen | Mietshaus in geschlossener Bebauung | Friedrich-List-Straße 9 (Karte)                                      | Um 1880 | Gründerzeitliches Gebäude, baugeschichtlich von Bedeutung, Dachhäuser | 09267001 |
| Weitere Bilder                          | Villa mit Nebengebäude | Goethestraße 7 (Karte)                                               | Anfang 20. Jahrhundert | Interessant gestalteter Putzbau mit hohem Krüppelwalmdach, im Reformstil der Zeit um 1910, baugeschichtlich von Bedeutung. Originale Einfriedung vor 2011 abgebrochen. | 09267184 |
| Weitere Bilder                          | Wohnhaus in offener Bebauung mit Hinterhaus | Goethestraße 8 (Karte)                                               | Um 1910 | Charakteristischer Bau nach 1900 mit versachlichter Fassade, Fachwerk-Ausbau im Dach, das rückwärtige Werkstattgebäude mit eindrucksvollem Krüppelwalmdach, baugeschichtlich bedeutend. Dachhaus mit Fachwerkverblendungen betont die Mittelachse, Dachgaupen. | 09267021 |
| Weitere Bilder                          | Villa mit Pavillon, Garage, Hofmauer mit Pforte und Einfriedung | Goethestraße 10 (Karte)                                              | 1920er Jahre | Typischer traditionell gestalteter, frei stehender Wohnbau um 1930 mit hohem Satteldach, belebt von Klappläden, mit anderen Baulichkeiten des Anwesens bemerkenswertes Ensemble bildend, baugeschichtlich bedeutend, zudem für kleinstädtische Verhältnisse gestalterisch anspruchsvoll. - Villa: bleiverglaste Fenster im überdachten Hauseingang - Seitengebäude: Fachwerk | 09267020 |
| Weitere Bilder                          | Rittergut Augustusberg (Sachgesamtheit) | Gutsstraße 1, 3a (Augustusberg 16) (Karte)                           | 1501–1835 | Sachgesamtheit Rittergut Augustusberg, mit den Einzeldenkmalen: Herrenhaus (Gutsstraße 1), zwei Scheunen (Augustusberg 16) des Wirtschaftshofes sowie Spritzenhaus (Giebelhaus mit Dachreiter im Hof), siehe 09267141, mit den Sachgesamtheitsteilen: Nebengebäude über L-förmigem Grundriss (Gutsstraße 3a), Einfriedungen und Stützmauern sowie Garten; alte Ortslage Augustusberg, Nebengebäude wohl einstiges Gesindehaus, baugeschichtlich und ortsgeschichtlich von Bedeutung | 09302849 |
| Weitere Bilder                          | Herrenhaus (Gutsstraße 1), zwei Scheunen (Augustusberg 16) des Wirtschaftshofes sowie Spritzenhaus (Giebelhaus mit Dachreiter im Hof), Einzeldenkmale der Sachgesamtheit 09302849 | Gutsstraße 1 (Augustusberg 16) (Karte)                               | 1. Hälfte 18. Jahrhundert (Herrenhaus); 16./17. Jahrhundert (östliche Scheune); um 1825 (Spritzenhaus)                                                           | Einzeldenkmale der Sachgesamtheit Rittergut Augustusberg; alte Ortslage Augustusberg, repräsentative Gutsanlage, aus dem Wirtschaftshof Keseberg des Klosters Altzella hervorgegangen, bau- und ortsgeschichtliche Bedeutung, östliche Scheune mit fünf schweren Strebepfeilern an der Ostseite im Kern wohl eines der ältesten Gebäude Nossens, auch in ihrer Form singulär | 09267141 |
| Weitere Bilder                          | Friedhofskapelle, Grufthaus, sowjetisches Ehrenmal, Toranlage, zwei alte Grabmäler und Reste der Friedhofsmauer des ehemaligen Friedhofs | Hospitalstraße (Karte)                                               | 18. Jahrhundert, später überformt (Friedhofstor); 18. Jahrhundert (Grufthaus); 1859 (Friedhofskapelle); 1947 (Sowjetisches Ehrenmal)                             | Ortsgeschichtlich von Bedeutung. Friedhof von 1554 bis 1903. Auf dem Friedhof letzte erhaltene Grabmale. Torbogen wurde wahrscheinlich dem alten Hospital entnommen. Hospital auf dem Gelände 1987 abgerissen. Sowjetischer Ehrenfriedhof, Waldheimer Straße, neben dem alten Friedhof. In Gemeinschaftsgräbern ruhen hier 49 Soldaten und Offiziere, gefallen in den Frühjahrskämpfen 1945, bzw. in Lazaretten verstorben. Auf den Gräbern einheitlich gestaltete Grabsteine mit Namen. errichtet ca. 1947. | 09267015 |
|                                         | Doppelmietshaus (Hospitalstraße 1 und Waldheimer Straße 48) in Ecklage | Hospitalstraße 1 (Waldheimer Straße 48) (Karte)                      | Anfang 20. Jahrhundert | Typischer versachlichter Bau der Zeit um 1910, mit Eckbetonung, baugeschichtlich bedeutend. Als Eckbau konzipiert, Eckerker über zwei Geschosse, interessante Dachlandschaft. | 09267017 |
| Direkt Bild zu diesem Denkmal hochladen | Ambulanz, ursprünglich Wohnhaus in offener Bebauung | Leiseberg 3 (Karte)                                                  | 1920er Jahre | Charakteristischer Bau der 1920er Jahre mit expressionistischen Anklängen, baugeschichtlich bedeutend. Im Innern noch Windfang, Türen usw. aus der Entstehungszeit. | 09267185 |
| Weitere Bilder                          | Wohnhaus in offener Bebauung, mit Einfriedung | Lindenstraße 6 (Karte)                                               | 1920er Jahre | Traditionalistisch gestalteter Bau der 1920er Jahre mit markanten Stufengiebeln, baugeschichtlich von Bedeutung. Mit Ladeneinbau und Stufengiebel. | 09267018 |
| Weitere Bilder                          | Wohnhaus in offener Bebauung | Lindenstraße 10 (Karte)                                              | Um 1895 | Historisierende Klinkerfassade, reicher Bauschmuck, villenartiges Gebäude der Gründerzeit, baugeschichtlich von Bedeutung. Klinkerfassade, reicher Bauschmuck: Lisenengliederung, Balustrade, Giebel mit Relief zur Betonung der Mittelachse. Originaler Staketenzaun vor 2011 abgebrochen. | 09267019 |
| Weitere Bilder                          | Villa mit Garten und Einfriedung | Lindenstraße 27 (Karte)                                              | Um 1930 | Gestalterisch markantestes Wohnhaus der Zeit um 1930, verbindet traditionelle Formen, wie Walmdach, Rechteckbau und Klappläden mit expressionistischen Motiven, wie spitz zulaufende Bedachungen, baugeschichtlich und auch künstlerisch bedeutend. Umfriedung teilweise erneuert, an der Ostseite halbrunder Vorbau über zwei Geschosse, im Inneren Hallendiele. | 09267029 |
| Weitere Bilder                          | Wohnhaus in offener Bebauung, mit seitlicher Einfriedungsmauer und Torbogen | Markt 2 (Karte)                                                      | 18. Jahrhundert, später überformt (Wohnhaus); bezeichnet mit 1764 (Torbogen)                                                                                     | Markantes barockes Bürgerhaus mit modernem Ladeneinbau, das hohe Mansarddach weithin sichtbar, gründerzeitlich überformt, in exponierter Lage am Untermarkt, Ensemble mit Kirche, heute als Sparkasse genutzt, Einfriedungsmauer des ehemaligen Friedhofs hinter dem Haus, baugeschichtlich, ortsgeschichtlich und stadtentwicklungsgeschichtlich sowie städtebaulich von Bedeutung. Dacherker, Mansardwalmdach, Belvedere mit schmiedeeisernem Gitter, aus dem 18. Jahrhundert stammender Bau wohl in der 2. Hälfte des 19. Jahrhunderts überformt, hervorgehoben durch großen historisierenden Dacherker. | 09267260 |
| Weitere Bilder                          | Postmeilensäule | Markt 2 (vor) (Karte)                                                | Bezeichnet mit 1727, Kopie | Kursächsische Postmeilensäule (Sachgesamtheit); Kopie einer Distanzsäule, verkehrsgeschichtlich von Bedeutung. Aus Sandstein, an dominanter Stelle auf dem Marktplatz, in der typischen Form (mit Entfernungsangaben beschrifteter) Obelisk auf Sockel, mit Wappenstück sowie „AR“- Monogramm und Posthornzeichen. Das Original fertigte der Freiberger Steinmetz Daniel Steinaus aus Niederschönaer Sandstein. Die Säule stand von 1727 bis ca. 1863 (letzter Nachweis) auf dem Untermarkt, direkt an der historischen Poststraße Dresden – Wilsdruff – Nossen – Hainichen – Chemnitz bzw. Waldheim – Leipzig. Die Stadt Nossen bemühte sich seit 1994 um die Nachbildung. Im Jahr 2000 fertigte Frank Ringleb (Riesa) die notwendige Inschriftenrekonstruktion, der Steinrestaurator Hans Peter Hain (Meißen) übernahm die Steinmetzarbeiten. | 09302743 |
|                                         | Wohnhaus in geschlossener Bebauung, mit Adler-Apotheke sowie Seitenflügel zum Hof | Markt 3 (Karte)                                                      | 1723 | Schlichter barocker Bau mit Mansarddach und Segmentbogenportal, Fachwerk-Obergeschoss ursprünglich wohl verputzt, baugeschichtlich und ortsgeschichtlich von Bedeutung | 09267188 |
|                                         | Mietshaus in geschlossener Bebauung | Markt 5 (Karte)                                                      | Anfang 20. Jahrhundert | Historisierendes Gebäude, repräsentative Fassade mit Erker und Volutengiebel, platzbildprägend, baugeschichtlich von Bedeutung. In Treppenhaus und Eingangszone originale Ausstattung: Türen, Geländer usw. | 09267189 |
| Weitere Bilder                          | Ehemaliges Gasthaus („Zum goldenen Reiter“, „Deutsches Haus“) in Ecklage | Markt 6 (Karte)                                                      | Bezeichnet mit 1721 | Markanter Bau mit einseitig abgewalmtem Dach, langer Dachhecht, großes Korbbogenportal mit reliefiertem Schlussstein, ältestes Nossener Gasthaus, baugeschichtlich und ortsgeschichtlich bedeutend sowie singulär | 09267190 |
|                                         | Wohnhaus in geschlossener Bebauung | Markt 7 (Karte)                                                      | 18. Jahrhundert | Schlichter Putzbau mit hohem Satteldach, baugeschichtlich von Bedeutung | 09267191 |
|                                         | Wohnhaus in geschlossener Bebauung | Markt 8 (Karte)                                                      | 2. Hälfte 19. Jahrhundert, vermutlich älterer Kern | Mit Ladeneinbau, schlichter Putzbau mit hohem Satteldach, baugeschichtlich von Bedeutung | 09267192 |
|                                         | Wohnhaus in geschlossener Bebauung | Markt 9 (Karte)                                                      | 18. Jahrhundert | Einfacher Putzbau mit steilem Satteldach und Segmentbogenportal, baugeschichtlich von Bedeutung | 09267193 |
|                                         | Wohnhaus in geschlossener Bebauung und Ecklage | Markt 10 (Karte)                                                     | 18. Jahrhundert | Mit Ladeneinbau, schlichter Putzbau, Satteldach mit markantem Dachhecht, baugeschichtlich von Bedeutung | 09267194 |
|                                         | Wohnhaus in geschlossener Bebauung (mit Ladenausstattung) sowie Hinterhaus (Markt-Drogerie) | Markt 11 (Karte)                                                     | 18. Jahrhundert, später überformt | Mit Laden, Wohnhaus ein gut gestalteter Putzbau mit steilem Mansarddach und interessanter Innenausstattung des Ladengeschäfts der Drogerie, Teil des bedeutsamen Marktensembles, Hintergebäude als Fachwerkbau mit Mansarddach prägend für Stadtansicht von Südosten, Anwesen baugeschichtlich und stadtentwicklungsgeschichtlich sowie städtebaulich bedeutend. Vorderhaus barock, Hinterhaus in Fachwerk. | 09267195 |
|                                         | Wohnhaus in geschlossener Bebauung und Ecklage | Markt 12 (Karte)                                                     | 18. Jahrhundert | Schlichter Putzbau mit Mansarddach, baugeschichtlich von Bedeutung | 09267196 |
|                                         | Wohnhaus in geschlossener Bebauung | Markt 13 (Karte)                                                     | Anfang 20. Jahrhundert, im Kern älter | Mit Laden, Anfang 20. Jahrhundert historisierend überformtes Wohnhaus, interessante Giebelgestaltung, marktbildprägend, baugeschichtlich von Bedeutung | 09267197 |
|                                         | Wohnhaus in geschlossener Bebauung | Markt 14 (Karte)                                                     | Anfang 19. Jahrhundert | Einfacher Putzbau mit hohem Satteldach, baugeschichtlich von Bedeutung | 09267198 |
|                                         | Wohnhaus in geschlossener Bebauung | Markt 15 (Karte)                                                     | 18. Jahrhundert | Schlichter Putzbau mit hohem Satteldach, baugeschichtlich von Bedeutung | 09267199 |
|                                         | Wohnhaus in geschlossener Bebauung | Markt 16 (Karte)                                                     | 18. Jahrhundert, später überformt | Mit Ladenzone, einfacher Putzbau mit hohem Satteldach und auffälligem Dachausbau, in der 2. Hälfte des 19. Jahrhunderts überformt, baugeschichtlich von Bedeutung. Dacherker mit rundbogigem Giebel, beiderseits je ein Dachhaus. | 09267261 |
|                                         | Wohnhaus in geschlossener Bebauung | Markt 17 (Karte)                                                     | 18. Jahrhundert | Schlichter Putzbau mit hohem Satteldach, baugeschichtlich von Bedeutung | 09267200 |
|                                         | Wohnhaus in geschlossener Bebauung | Markt 18 (Karte)                                                     | Um 1890, im Kern vielleicht älter | Mit Laden, historisierender Bau mit gut gegliederte Klinkerfassade und markantem Dachaufbau | 09267201 |
|                                         | Wohnhaus in geschlossener Bebauung | Markt 19 (Karte)                                                     | 2. Hälfte 19. Jahrhundert, älterer Kern | Mit Ladeneinbauten, schlichter Putzbau mit klassizistischem Portal und historisierendem Dachausbau, baugeschichtlich von Bedeutung | 09267202 |
|                                         | Wohnhaus in geschlossener Bebauung und Scheune im Hof | Markt 20 (Karte)                                                     | Im Kern 18. Jahrhundert | Mit Ladenzone, schlichter Putzbau mit hohem Satteldach und mächtigem Dachaufbau, überformt in der 2. Hälfte des 19. Jahrhunderts, gründerzeitliche Ladenfront, Fachwerk-Scheune mit Mansarddach, baugeschichtlich und ortsentwicklungsgeschichtlich von Bedeutung. Hintergebäude Fachwerk massiv untersetzt, Giebel verbrettert. | 09267203 |
|                                         | Wohnhaus in geschlossener Bebauung | Markt 21 (Karte)                                                     | 18. Jahrhundert | Schlichter Putzbau mit Satteldach, baugeschichtlich von Bedeutung | 09267204 |
|                                         | Wohnhaus in geschlossener Bebauung und Seitenflügel zum Hof | Markt 22 (Karte)                                                     | 18. Jahrhundert, später überformt | Mit Laden (ehemals Café), breit gelagerter Putzbau mit dominantem Dachaufbau, überformt in der 2. Hälfte des 19. Jahrhunderts und Anfang des 20. Jahrhunderts, Einrichtung des Cafés mit originaler Täfelung (Anfang 20. Jahrhundert) | 09267205 |
|                                         | Wohnhaus (ehemals Gasthaus „Thüringer Hof“) in geschlossener Bebauung mit Hinterhaus | Markt 23 (Karte)                                                     | 1. Hälfte 19. Jahrhundert | Dreigeschossiger großer Putzbau mit klassizistischem Portal und Satteldach, baugeschichtlich von Bedeutung | 09267206 |
|                                         | Wohnhaus in geschlossener Bebauung | Markt 24 (Karte)                                                     | 2. Hälfte 19. Jahrhundert | Gut gegliederter, historisierender Putzbau mit überhöhtem Mittelrisalit, baugeschichtlich von Bedeutung | 09267214 |
|                                         | Wohnhaus in geschlossener Bebauung | Markt 25 (Karte)                                                     | Spätes 18. / frühes 19. Jahrhundert | Einfach gegliederter Putzbau mit steilem Satteldach, Teil der historischen Marktbebauung, bau- und stadtentwicklungsgeschichtlich von Bedeutung | 09267207 |
|                                         | Mietshaus in geschlossener Bebauung | Markt 26 (Karte)                                                     | Ende 19. Jahrhundert | Mit Laden, historisierende Putzfassade, baugeschichtlich von Bedeutung | 09267208 |
|                                         | Wohnhaus in geschlossener Bebauung | Markt 27 (Karte)                                                     | 1. Hälfte 19. Jahrhundert | Dreigeschossiger Putzbau mit Satteldach, baugeschichtlich von Bedeutung | 09267209 |
|                                         | Mietshaus in geschlossener Bebauung | Markt 28 (Karte)                                                     | Ende 19. Jahrhundert | Historisierende Klinkerfassade, baugeschichtlich von Bedeutung | 09267210 |
|                                         | Wohnhaus in geschlossener Bebauung | Markt 29 (Karte)                                                     | 18. Jahrhundert | Schlichter Putzbau mit ausgebautem Satteldach, baugeschichtlich von Bedeutung | 09267211 |
|                                         | Mietshaus in geschlossener Bebauung | Markt 30 (Karte)                                                     | 2. Hälfte 19. Jahrhundert | Mit Laden, historisierende mittenbetonte Putzfassade, baugeschichtlich von Bedeutung | 09267212 |
| Weitere Bilder                          | Rathaus | Markt 31 (Karte)                                                     | 1914–1915 | Beeindruckendes, im Heimatstil errichtetes Gebäude am südlichen Endes des Nossener Marktes, hohes Mansarddach mit zahlreichen Ausbauten und reich gestaltetem Uhrenturm, schlichte Fassaden belebt von bekrönten Eckerkern, in seiner Form eines der gestalterisch ungewöhnlichsten sächsischen Rathäuser der Neuzeit, Architekt: Wilhelm Beck, baugeschichtlich und ortsgeschichtlich, künstlerisch und städtebaulich bedeutend. Erbaut 1914/15 von Wilhelm Beck, abschließende Arbeiten nach 1918, Innenrestaurierung 1993, außen 1995. | 09267186 |
|                                         | Mietshaus in geschlossener Bebauung | Markt 32 (Karte)                                                     | Um 1880 | Historisierende Putzfassade, baugeschichtlich von Bedeutung. Noch ältere, zu erhaltende Eingangstür. | 09267213 |
|                                         | Mietshaus in geschlossener Bebauung | Markt 34 (Karte)                                                     | Um 1880 | Historisierende Putzfassade, baugeschichtlich von Bedeutung | 09267215 |
|                                         | Wohnhaus in geschlossener Bebauung (ehemaliges Bürgermeisterhaus) | Markt 38 (Karte)                                                     | 18. Jahrhundert | Schlichte Putzfassade mit steilem Satteldach, baugeschichtlich und ortsgeschichtlich von Bedeutung | 09267217 |
|                                         | Wohnhaus in geschlossener Bebauung | Markt 40 (Karte)                                                     | 2. Hälfte 19. Jahrhundert, älterer Kern | Einfache Putzfassade, mächtiger Dachausbau mit Schweifgiebel, baugeschichtlich von Bedeutung. Giebel in den Formen der deutschen Renaissance. | 09267218 |
|                                         | Wohnhaus in geschlossener Bebauung | Markt 42 (Karte)                                                     | 18. Jahrhundert | Breit gelagerter, schlichter Putzbau mit Mansarddach und Korbbogentor, baugeschichtlich von Bedeutung, 1814–1885 Poststation | 09267219 |
|                                         | Wohnhaus in Ecklage, mit Gaststätte „Zum Anker“ | Markt 44 (Karte)                                                     | 18. Jahrhundert | Einfacher Putzbau mit steilem Krüppelwalmdach, baugeschichtlich und ortsgeschichtlich von Bedeutung, überformt 2. Hälfte 19. Jahrhundert | 09267220 |
| Direkt Bild zu diesem Denkmal hochladen | Wohnstallhaus, zwei Seitengebäude (eines davon mit Kumthalle) und Scheune eines Vierseithofes | Neuer Weg 1 (Karte)                                                  | Bezeichnet mit 1850 | Alte Ortslage Eula, alle Gebäude mit Fachwerk, geschlossen erhaltener Bauernhof, weitgehend authentisches Zeugnis ländlicher Architektur und Volksbauweise, baugeschichtlich und wirtschaftsgeschichtlich bedeutend. Wohnstallhaus über Eingangstür mit 1850 bezeichnet. Sandsteintrog erhalten. | 09267152 |
| Direkt Bild zu diesem Denkmal hochladen | Wohnstallhaus, Seitengebäude und Scheune eines Bauernhofes | Neuer Weg 2 (Karte)                                                  | 2. Viertel 19. Jahrhundert | Alte Ortslage Eula, Seitengebäude mit Fachwerk im Obergeschoss, Wohnstallhaus Obergeschoss Fachwerk verbrettert, weitgehend authentisches Zeugnis ländlicher Architektur und Volksbauweise, baugeschichtlich und wirtschaftsgeschichtlich bedeutend | 09267151 |
| Direkt Bild zu diesem Denkmal hochladen | Wohnstallhaus, zwei Seitengebäude und Scheune eines Vierseithofes sowie Handschwengelpumpe mit Brunnen | Neuer Weg 3 (Karte)                                                  | 2. Viertel 19. Jahrhundert | Alte Ortslage Eula, alle Gebäude mit Fachwerk, geschlossen erhaltener Bauernhof, weitgehend authentisches Zeugnis ländlicher Architektur und Volksbauweise, baugeschichtlich und wirtschaftsgeschichtlich bedeutend, Stall mit Galerie | 09267150 |
| Direkt Bild zu diesem Denkmal hochladen | Wohnstallhaus mit schmalem Streifen Hofpflasterung am Haus, Seitengebäude und rückwärtiges Torhaus eines ehemaligen Vierseithofes | Neuer Weg 4 (Karte)                                                  | 2. Viertel 19. Jahrhundert (Wohnstallhaus und Torhaus); 3. Viertel 19. Jahrhundert (Seitengebäude)                                                               | Alte Ortslage Eula, Seitengebäude massiv, mit dreibogiger Kumthalle, die anderen Bauten zeigen Fachwerk im Obergeschoss, weitgehend authentische Zeugnisse ländlicher Architektur und Volksbauweise, baugeschichtlich und wirtschaftsgeschichtlich bedeutend | 09267153 |
| Direkt Bild zu diesem Denkmal hochladen | Wohnstallhaus und winkelförmig angebautes, westliches Seitengebäude, östliches Seitengebäude und Torbogen eines ehemaligen Vierseithofes | Neuer Weg 7 (Karte)                                                  | 1. Hälfte 19. Jahrhundert | Alte Ortslage Eula, großzügigster und eindrucksvollster Hof von Eula, dabei ausgesprochen repräsentativ, alle Bauten mit Fachwerk im Obergeschoss, weitgehend authentisches und bemerkenswertes Zeugnis ländlicher Architektur und Volksbauweise, baugeschichtlich und wirtschaftsgeschichtlich bedeutend. Fachwerk, Weinspalier, Torbogen: gemauert, Weinspalier, soll als Vorwerk des Klosters Zella gedient haben, einstige Scheune Ruine. | 09267149 |
| Direkt Bild zu diesem Denkmal hochladen | Mietshaus in Ecklage und halboffener Bebauung | Schulstraße 1 (Karte)                                                | Um 1895 | Gründerzeitliche Putzfassade mit Eckbetonung zum Markt, baugeschichtlich von Bedeutung | 09267228 |
| Weitere Bilder                          | Gast- und Ballhaus „Sachsenhof“ mit Saal | Schulstraße 2 (Karte)                                                | 1899, später überformt | Schlichter Putzbau, im Innern größter Saal des Kreises Meißen, repräsentative Gestaltung, besitzt eine im Original erhaltene Jugendstildekoration, baugeschichtlich und ortsgeschichtlich sowie künstlerisch bedeutend. Sachsenhof war Gasthof, diente auch als Unterkunft, im Erdgeschoss Eingangsbereich, rechts davon eigentliche Gaststube, links davon weiterer Raum und Bauernstube, Eingangsbereich mit gestalteten Fliesen- oder Kachelwänden aus der Entstehungszeit, im größeren linker Hand gelegenen Raum Vertäfelung, Tresen, Mobiliar sowie Ausmalung an Wänden und Decke, in der Bauernstube Zierdecke und Ofen, in den Obergeschossen markanter Saal im Jugendstil, weitgehend original erhalten, Farbgebung wohl neueren Datums. Saal des Sachsenhofes neben Radebeul, Ortsteil Serkowitz und Weinböhla größte Baalsaal im Kreis Meißen und wohl am authentischsten erhaltene Jugendstilsaal Sachsens. In Großstädten Dresden und Leipzig stilistisch nichts vergleichbares, ein Saal in Chemnitz zeitgleich entstanden, im Inneren andere Ausstattung. Am ehesten vergleichbar Saal in Großbothen, aber kleiner, allerdings auch gestalterisch sehr anspruchsvoll. 1910 brannte das Hotel weitgehend nieder und wurde neu aufgebaut. | 09267229 |
|                                         | Mietshaus in halboffener Bebauung | Schulstraße 4 (Karte)                                                | Um 1895 | Historisierender Wohnbau des ausgehenden 19. Jahrhunderts mit Klinkerfassade sowie zeittypischen Gliederungs- und Schmuckelementen, Teil einer Mietshauszeile, baugeschichtlich und stadtentwicklungsgeschichtlich bedeutend, Verblendziegel | 09267230 |
|                                         | Mietshaus in geschlossener Bebauung | Schulstraße 6 (Karte)                                                | Um 1895 | Mittenbetonter historisierender Wohnbau des ausgehenden 19. Jahrhunderts mit Klinkerfassade sowie zeittypischen Gliederungs- und Schmuckelementen, Teil einer Mietshauszeile, baugeschichtlich und stadtentwicklungsgeschichtlich bedeutend, Verblendziegel | 09267231 |
| Direkt Bild zu diesem Denkmal hochladen | Mietshaus in geschlossener Bebauung | Schulstraße 8 (Karte)                                                | Um 1895 | Historisierender Wohnbau des ausgehenden 19. Jahrhunderts mit Klinkerfassade sowie zeittypischen Gliederungs- und Schmuckelementen, Teil einer Mietshauszeile, stadtentwicklungsgeschichtlich | 09267232 |
|                                         | Doppelmietshaus in offener Bebauung | Schulstraße 11, 13 (Karte)                                           | 1912–1913 | Markanter, von zwei Ecktürmen, zwei Segmentbogengiebeln und hohem Mansarddach geprägter Bau, weitgehend authentisch erhaltenes Beispiel der versachlichten Reformarchitektur nach 1900 mit ausgewogenen Proportionen, bewegter Massengliederung und wenigen, aber akzentuierenden Schmuckelementen, vor allem baugeschichtlich bedeutend | 09267233 |
|                                         | Mietshaus in halboffener Bebauung | Schulstraße 12 (Karte)                                               | Um 1910 | Putzbau im Reformstil der Zeit um 1910, baugeschichtlich von Bedeutung | 09267234 |
|                                         | Wohnanlage aus zwei Mehrfamilienhäusern mit eingeschossigem Nebengebäude | Schulstraße 18, 20 (Karte)                                           | Um 1910 | Zwei Wohnbauten mit Mansarddach, im Reformstil der Zeit um 1910, ein Gebäude in Ecklage, baugeschichtlich und städtebaulich von Bedeutung. Einfriedung vor 2011 abgebrochen. | 09267236 |
| Weitere Bilder                          | Schule mit Turnhalle und Stützmauer des Vorplatzes sowie Brunnenhaus auf dem Schulhof (ehemalige Stadtschule, heute Pestalozzischule) | Schulstraße 19 (Karte)                                               | 1892 (Schule); 1912 (Brunnenhaus) | Repräsentativer historisierender Bau mit Klinkerfassade über L-förmigem Grundriss, aufwendige Eingangsportale, einer der imposantesten und gestalterisch bemerkenswertesten kleinstädtischen Bildungsbauten in Sachsen, auch im Vergleich mit derartigen Bauten in Großstädten herausragend, Brunnenhaus als Bruchsteinbau, Schulgebäude baugeschichtlich und künstlerisch bedeutend. Kleines Brunnenhaus auf dem Schulhof 1912 von Stadtbaurat W. Beck errichtet, an der Turnhalle Tafel, welche an die im Ersten Weltkrieg gefallenen Lehrer der Schule erinnert. | 09267235 |
| Direkt Bild zu diesem Denkmal hochladen | Villa und Garten | Schützenstraße 2 (Karte)                                             | Um 1925 | Traditionell gestaltetes Wohngebäude der 1920er Jahre für gehobene Ansprüche, sachlicher Baukörper mit Walmdach, Eingang gestalterisch hervorgehoben, Belebung der Fassade durch Blendbögen, umlaufendes Sohlbankgesims und Klappläden, Innen Ausstattung aus der Entstehungszeit, wohl als Fabrikantenvilla errichtet, baugeschichtlich und ortsgeschichtlich sowie künstlerisch bedeutend. Bei dem markanten Gebäude mit großem Garten handelt es sich wohl um eine Fabrikantenvilla. Im Inneren hat sich noch die Hallendiele aus der Entstehungszeit mit Zierbalkendecke, Treppengeländer, Wandvertäfelungen und den alten Türen erhalten. Sicher finden sich auch in den Zimmern erhaltenswerte Details. Der Garten zeigt neben einem Wasserbassin und einer Gestaltung gegenüber vom Villeneingang einen auffälligen Baumbestand. | 09267237 |
| Direkt Bild zu diesem Denkmal hochladen | Wohnhaus in offener Bebauung und Ecklage (Mehnerts Gut) | Schützenstraße 7 (Karte)                                             | 18. Jahrhundert | Einfacher Putzbau mit Krüppelwalmdach, baugeschichtlich von Bedeutung | 09267221 |
| Direkt Bild zu diesem Denkmal hochladen | Gasthaus eines Anwesens (Mehnerts Gut) | Schützenstraße 9 (Karte)                                             | Bezeichnet mit 1828 | Markanter Bau mit Krüppelwalmdach und hervorgehobenem Eingangsportal zum Hof, baugeschichtlich und ortsgeschichtlich bedeutend. Bildete wohl früher mit Schützenstraße 7 und 11 Hof eine Ausspanne. Am nördlichen Giebel mit 1828 bezeichnet. | 09267222 |
| Direkt Bild zu diesem Denkmal hochladen | Wohnhaus in offener Bebauung (Mehnerts Gut) | Schützenstraße 11 (Karte)                                            | 1. Hälfte 19. Jahrhundert | Schlichter Putzbau mit Mittelrisalit, auffällig das Krüppelwalmdach, ortsgeschichtlich von Bedeutung | 09267227 |
| Weitere Bilder                          | Postmeilensäule | Seitenstraße (an der Waldheimer Straße) (Karte)                      | Bezeichnet mit 1722 | Kursächsische Postmeilensäule (Sachgesamtheit); Kopie einer Halbmeilensäule, verkehrsgeschichtlich von Bedeutung. Niederschönaer Sandstein, Inschriften „AR“, „Waldheim 5 St.“ und Posthornzeichen, Rückseite unbeschriftet, Reihennummer fehlt. Säule wurde 1753 erstmals restauriert. Originalteile wurden zweckentfremdet verbaut, 1968 und 1970 geborgen wurden. 1972/73 Restaurierung durch den Steinmetz Wolf aus Tharandt und Wiederaufstellung in der Nähe des Originalstandortes. | 09267057 |
| Direkt Bild zu diesem Denkmal hochladen | Wohnhaus in offener Bebauung, mit Nebengebäude und seitlicher Einfriedung | Seitenstraße 1 (Karte)                                               | Ende 19. Jahrhundert | Anwesen einer kleinen Nossener Firma, Klinkerfassaden, ansprechend gegliedertes Wohngebäude, wohl eine Art Fabrikantenvilla, Anlage baugeschichtlich und ortsgeschichtlich bedeutend | 09267055 |
| Weitere Bilder                          | Schulgebäude, zwei Häuser, durch Laufgang miteinander verbunden (ehemalige Zuckerfabrik Nossen, ehemaliges Königliches Lehrerseminar, heute Geschwister-Scholl-Gymnasium) | Seminarweg 4 (Karte)                                                 | 1837 (Fabrik); 1876 (Schule) | Ursprünglich Zuckerfabrik, später zur Schule umgebaut, Komplex über doppel-T-förmigem Grundriss, schlichte historisierende Fassaden, flache Walmdächer, Bereich der Aula nach außen kenntlich, baugeschichtlich, ortshistorisch und landesgeschichtlich bedeutend. Erbaut 1837, Kauf durch die Stadt und Übernahme des Königlich-Sächsischen Lehrerseminars im Jahre 1856, Erweiterung sowie Um- und Neubau 1876, 1922–1955 Umwandlung in eine Oberschule, 1990 Institut für Lehrerbildung, seit 1992 Geschwister-Scholl-Gymnasium. | 09267090 |
| Direkt Bild zu diesem Denkmal hochladen | Wohnhaus, davor Stützmauer | Siebenlehner Gasse 6 (Karte)                                         | Um 1860 | Im Rundbogenstil des 19. Jahrhunderts errichtetes, villenartiges Wohnhaus, zum Teil noch von klassizistischer Wirkung, baugeschichtlich und stadtentwicklungsgeschichtlich bedeutend | 09269839 |
| Direkt Bild zu diesem Denkmal hochladen | Wohnhaus, Seitengebäude und Scheune eines Dreiseithofes | Siebenlehner Gasse 9 (Karte)                                         | 2. Hälfte 18. Jahrhundert | Markantes ländliches Anwesen, Wohnhaus mit Mansarddach und Oberlaube, wohl aus dem späten 18. Jahrhundert, baugeschichtlich und stadtentwicklungsgeschichtlich bedeutend. Fachwerk massiv untersetzt, im Obergeschoss des Wohnhauses Laubengang. | 09267225 |
| Direkt Bild zu diesem Denkmal hochladen | Wohnhaus in halboffener Bebauung mit Vorgarten | Siebenlehner Gasse 13 (Karte)                                        | Ende 19. Jahrhundert | Markanter historisierend Bau, dominiert von Mittelrisalit mit Volutengiebel, baugeschichtlich und stadtentwicklungsgeschichtlich bedeutend, in seiner Form in Nossen singulär. Neorenaissancegiebel, Dachhäuser. | 09267095 |
| Direkt Bild zu diesem Denkmal hochladen | Mietshaus in halboffener Bebauung | Talstraße 2 (Karte)                                                  | Vor 1890 | Gründerzeitliche Putzfassade, Teil der städtebaulich wichtigen Häusergruppe unterhalb von Schloss Nossen, baugeschichtlich von Bedeutung | 09267257 |
| Direkt Bild zu diesem Denkmal hochladen | Mietshaus in geschlossener Bebauung | Talstraße 3 (Karte)                                                  | 2. Hälfte 19. Jahrhundert | Gründerzeitlicher Putzbau mit historisierender Fassade, Eingangsachse mittels Dachhäuschen betont, Teil der städtebaulich wichtigen Häusergruppe unterhalb von Schloss Nossen, baugeschichtlich und städtebaulich bedeutend | 09269844 |
| Direkt Bild zu diesem Denkmal hochladen | Mietshaus in geschlossener Bebauung | Talstraße 6 (Karte)                                                  | Vor 1890 | Gründerzeitlicher Bau mit historisierender Fassade, Eingangsachse durch Mittelrisalit betont, Teil der städtebaulich wichtigen Häusergruppe unterhalb von Schloss Nossen, baugeschichtlich und städtebaulich bedeutend | 09267238 |
| Direkt Bild zu diesem Denkmal hochladen | Doppelmietshaus in Ecklage | Talstraße 12, 13 (Karte)                                             | Vor 1890 | Reich gegliederter, historisierender Bau mit Eckturm sowie zwei verzierten und übergiebelten Risaliten, markante Klinkerfassaden mit verschieden farbigen Ziegelsteinen, baugeschichtlich und stadtentwicklungsgeschichtlich, wohl auch künstlerisch bedeutend | 09267239 |
|                                         | Mietshaus in offener Bebauung | Talstraße 14 (Karte)                                                 | Vor 1890 | Markanter neogotisch wirkender, historisierender Bau mit Klinkerfassade, spitzem Blendbogen und Treppengiebel, baugeschichtlich und wohl auch für Nossener Verhältnisse künstlerisch bedeutend, Verblendziegel | 09267240 |
|                                         | Mietshaus in halboffener Bebauung | Talstraße 16 (Karte)                                                 | Vor 1890 | Gründerzeitlicher Bau mit historisierender Putzfassade, Mittenbetonung, baugeschichtlich und stadtentwicklungsgeschichtlich bedeutend | 09267241 |
|                                         | Mietshaus in geschlossener Bebauung | Talstraße 17 (Karte)                                                 | Vor 1890 | Gründerzeitlicher Bau mit historisierender Putzfassade, Mittenbetonung, baugeschichtlich und stadtentwicklungsgeschichtlich bedeutend | 09267242 |
| Direkt Bild zu diesem Denkmal hochladen | Doppelmietshaus in offener Bebauung | Talstraße 19, 20 (Karte)                                             | Vor 1890 | Gründerzeitlicher Bau mit historisierender, reich gegliederter Fassade, Mittenbetonung, baugeschichtlich und stadtentwicklungsgeschichtlich bedeutend | 09267243 |
| Direkt Bild zu diesem Denkmal hochladen | Mietshaus in offener Bebauung | Talstraße 22 (Karte)                                                 | Vor 1890 | Gründerzeitlicher Bau mit historisierender Putzfassade, Mittenbetonung, baugeschichtlich und stadtentwicklungsgeschichtlich bedeutend | 09267244 |
|                                         | Wohnhaus in geschlossener Bebauung | Waldheimer Straße 2 (Karte)                                          | 18. Jahrhundert | Schlichter Putzbau, Satteldach mit markantem Dachhecht, Teil eines wichtigen Straßenzuges von Nossen, baugeschichtlich und stadtentwicklungsgeschichtlich bedeutend | 09267245 |
|                                         | Wohnhaus in geschlossener Bebauung | Waldheimer Straße 3 (Karte)                                          | 1920er Jahre, im Kern älter | Mit Ladeneinbau, Fassade mit expressionistischen Gestaltungselementen, Teil eines wichtigen Straßenzuges von Nossen, baugeschichtlich und stadtentwicklungsgeschichtlich bedeutend. Im Erdgeschoss typischer Ladeneinbau der 20er Jahre mit originalen Details: Tür, Fenster usw. | 09267246 |
|                                         | Wohnhaus in geschlossener Bebauung | Waldheimer Straße 5 (Karte)                                          | 1. Hälfte 19. Jahrhundert | Mit Laden, schlichter Putzbau mit klassizistischem Türstock, reich gestaltete, historisierende Ladenfronten des späten 19. Jahrhunderts, Teil eines wichtigen Straßenzuges von Nossen, baugeschichtlich und stadtentwicklungsgeschichtlich bedeutend | 09267248 |
|                                         | Wohnhaus in geschlossener Bebauung (ehemaliges Café „Wettin“) | Waldheimer Straße 6 (Karte)                                          | Bezeichnet mit 1909 | Mit Laden, markanter Bau der Reformarchitektur Anfang des 20. Jahrhunderts, Heimatstil-Anklang und Jugendstildekoration, mit Fachwerkgiebel, Erker und Balkon, Teil eines wichtigen Straßenzuges von Nossen, baugeschichtlich und stadtentwicklungsgeschichtlich bedeutend | 09267249 |
|                                         | Wohnhaus in geschlossener Bebauung | Waldheimer Straße 8 (Karte)                                          | 18. Jahrhundert | Einfacher Putzbau mit hohem Steildach, Teil eines wichtigen Straßenzuges von Nossen, baugeschichtlich und stadtentwicklungsgeschichtlich bedeutend | 09267250 |
|                                         | Mietshaus in geschlossener Bebauung mit rückwärtigem Anbau | Waldheimer Straße 9 (Karte)                                          | Um 1890 | Mit Läden, ungewöhnlich gestaltetes Gebäude mit straßenbildprägendem Erker, Dachaufbauten in Fachwerkbauweise, im Stil des Späthistorismus mit Heimatstil-Anklang, Teil eines wichtigen Straßenzuges von Nossen, baugeschichtlich und stadtentwicklungsgeschichtlich bedeutend | 09267251 |
|                                         | Wohnhaus in geschlossener Bebauung | Waldheimer Straße 10 (Karte)                                         | 18. Jahrhundert | Markanter, barock anmutender Putzbau mit Mansarddach, Teil eines wichtigen Straßenzuges von Nossen, baugeschichtlich und stadtentwicklungsgeschichtlich bedeutend | 09267252 |
|                                         | Wohnhaus in geschlossener Bebauung und Ecklage | Waldheimer Straße 14 (Karte)                                         | 18. Jahrhundert | Einfacher Putzbau mit hohem Walmdach in markanter Ecklage, Teil eines wichtigen Straßenzuges von Nossen, baugeschichtlich und stadtentwicklungsgeschichtlich bedeutend. Zum Kaufhau Herde umgebaut, heute Autohaus Hertrampf. | 09267254 |
|                                         | Wohnhaus in offener Bebauung (ehemaliger Gasthof „Zum Roß“, später Hotel „Stadt Leipzig“) mit Hinterhaus | Waldheimer Straße 16 (Karte)                                         | Bezeichnet mit 1830 | Schlichter klassizistischer Putzbau mit Krüppelwalmdach und drei Dachhäuschen, baugeschichtlich von Bedeutung. Heute Autohaus, schon seit 1919 Werkstatt für Automobile und Motorräder Willy Hertrampf, später Autohaus Eckhard Hertrampf. | 09267255 |
| Direkt Bild zu diesem Denkmal hochladen | Schulgebäude mit Einfriedung und Toreinfahrt (ehemalige Fortbildungsschule) | Waldheimer Straße 28 (Karte)                                         | Nach 1900 | Monumentaler Putzbau in neobarocken Formen und im Reformstil der Zeit um 1910, charakteristischer und für die Ortsgeschichte bedeutender Bau. Wohl als Oberförsterei erbaut, später Finanzamt (?), 1949 Berufsschule, 1952 Landwirtschaftliche Berufsschule, später Sonderschule/Förderschule (bis 1997), heute Kaufmännische Privatschule Schindele. | 09269840 |
| Direkt Bild zu diesem Denkmal hochladen | Wohnhaus in halboffener Bebauung mit seitlichem Garten | Waldheimer Straße 35 (Karte)                                         | Um 1930 | Charakteristischer Bau der 1920er/1930er Jahre, baugeschichtlich und stadtentwicklungsgeschichtlich bedeutend | 09267016 |
| Direkt Bild zu diesem Denkmal hochladen | Doppelmietshaus (Hospitalstraße 1 und Waldheimer Straße 48) in Ecklage | Waldheimer Straße 48 (Hospitalstraße 1) (Karte)                      | Anfang 20. Jahrhundert | Typischer versachlichter Bau der Zeit um 1910, mit Eckbetonung, baugeschichtlich bedeutend. Als Eckbau konzipiert, Eckerker über zwei Geschosse, interessante Dachlandschaft. | 09267017 |
|                                         | Mietshaus in geschlossener Bebauung | Waldheimer Straße 50 (Karte)                                         | Um 1900 | Charakteristischer Wohnbau um 1900, Klinkerfassade mit vielfältiger Gliederung, Teil einer auffälligen gründerzeitlichen Häuserzeile, baugeschichtlich und stadtentwicklungsgeschichtlich bedeutend. Klinkerfassade, Erdgeschoss Scheinquaderung. | 09267039 |
|                                         | Mietshaus in geschlossener Bebauung | Waldheimer Straße 52 (Karte)                                         | Bezeichnet mit 1900 | Charakteristischer Wohnbau um 1900 mit Klinkerfassade und Erker, Teil einer auffälligen gründerzeitlichen Häuserzeile, baugeschichtlich und stadtentwicklungsgeschichtlich bedeutend. Mittelerker und -giebel, Dachhäuser, mit Tordurchfahrt, Tor original erhalten. | 09267038 |
|                                         | Mietshaus in geschlossener Bebauung | Waldheimer Straße 54 (Karte)                                         | Um 1900 | Charakteristischer Wohnbau um 1900, mit Klinkerfassade und Erker, Teil einer auffälligen gründerzeitlichen Häuserzeile, baugeschichtlich und stadtentwicklungsgeschichtlich bedeutend. Klinkerfassade, Erdgeschoss Scheinquaderung, Mittelerker und -giebel, Dachhäuser. | 09267037 |
| Direkt Bild zu diesem Denkmal hochladen | Doppelmietshaus in offener Bebauung, mit zwei Hinterhäusern und Einfriedung | Waldheimer Straße 55, 57 (Karte)                                     | Um 1900 | Markanter spätgründerzeitlicher zweifarbiger Klinkerbau mit historisierender Fassade, baugeschichtlich und stadtentwicklungsgeschichtlich bedeutend. Klinkerfassade, Einfriedung teilweise original erhalten. | 09267040 |
|                                         | Mietshaus in geschlossener Bebauung | Waldheimer Straße 56 (Karte)                                         | Um 1900 | Charakteristischer Wohnbau um 1900, mit Klinkerfassade und Erker, Teil einer auffälligen gründerzeitlichen Häuserzeile, baugeschichtlich und stadtentwicklungsgeschichtlich bedeutend. Klinkerfassade, Mittelerker und -giebel, mit Tordurchfahrt, Toreinfahrt mit originalem Tor, Erdgeschoss Scheinquaderung. | 09267036 |
|                                         | Mietshaus in geschlossener Bebauung | Waldheimer Straße 58 (Karte)                                         | Um 1900 | Gut gegliederte, historisierende Putzfassade, Teil einer auffälligen gründerzeitlichen Häuserzeile, stadtentwicklungsgeschichtlich bedeutend. Mansardwalmdach, Dachhäuser. | 09267035 |
|                                         | Wohnhaus in geschlossener Bebauung | Waldheimer Straße 60 (Karte)                                         | Um 1880 | Mit Laden, historisierende Putzfassade, Teil einer auffälligen gründerzeitlichen Häuserzeile, stadtentwicklungsgeschichtlich bedeutend | 09267034 |
| Direkt Bild zu diesem Denkmal hochladen | Mietshaus in offener Bebauung | Waldheimer Straße 77 (Karte)                                         | Um 1900 | Historisierende, mehrfarbige Klinkerfassade mit überhöhtem Mittelrisalit, charakteristischer Bau der Gründerzeit, baugeschichtlich von Bedeutung | 09267056 |
| Direkt Bild zu diesem Denkmal hochladen | Wohnanlage Waldheimer Straße (Sachgesamtheit) | Waldheimer Straße 89, 91, 93, 95, 97, 99, 101, 103, 105, 107 (Karte) | 1920er Jahre | Sachgesamtheit Wohnanlage Waldheimer Straße, mit den Einzeldenkmalen: zehn Mehrfamilienhäuser (siehe 09267041) und den Sachgesamtheitsteilen: Grünflächen und rückwärtigen Einfriedungsmauern; an der Straße in Kammstellung, dahinter Wohngebäude um zwei Höfe gruppiert, traditionell gestaltete Gebäude des Siedlungs- und Kleinwohnungsbaus der 1920er Jahre, baugeschichtlich und stadtentwicklungsgeschichtlich von Bedeutung | 09267042 |
| Direkt Bild zu diesem Denkmal hochladen | zehn Mehrfamilienhäuser (Einzeldenkmale der Sachgesamtheit 09267042) | Waldheimer Straße 89, 91, 93, 95, 97, 99, 101, 103, 105, 107 (Karte) | 1920er Jahre | Einzeldenkmale der Sachgesamtheit Wohnanlage Waldheimer Straße; an der Straße in Kammstellung, dahinter Wohngebäude um zwei Höfe gruppiert, traditionell gestaltete Gebäude des Siedlungs- und Kleinwohnungsbaus der 1920er Jahre, baugeschichtlich und stadtentwicklungsgeschichtlich von Bedeutung | 09267041 |
| Direkt Bild zu diesem Denkmal hochladen | Wohnhaus (mit zwei Hausnummern) in offener Bebauung, mit Einfriedung | Waldheimer Straße 92, 94 (Karte)                                     | 1920er Jahre | Putzbau mit Walmdach, in traditionalistischen Formen der 1920er Jahre, ungewöhnlich dekorierte Fenster- und Türgewände, baugeschichtlich von Bedeutung. Malerei an den Fenstergewänden, originale Türen. | 09267051 |
| Weitere Bilder                          | Postmeilensäule | Waldheimer Straße 230 (bei) (Karte)                                  | Bezeichnet mit 1727 | Kursächsische Postmeilensäule (Sachgesamtheit); restaurierte und ergänzte Ganzmeilensäule, verkehrsgeschichtlich von Bedeutung. Die mit 1727 bezeichnete und 16 nummerierte Ganzmeilensäule aus Niederschönaer Sandstein hat sich zu großen Teilen im ursprünglichen Zustand erhalten. Sie stand an der Poststraße Dresden–Waldheim in Marbach in der alten Ortslage Zella. Sie ist Teil eines verkehrsgeschichtlich bemerkenswerten Systems. Die Inschriften lauten „AR / Noßen / 7/8 St. / 1722“ / Posthornzeichen, Rückseite unbeschriftet. Die Säule wurde von Daniel Stein aus Freiberg gefertigt. Das Fundament wurde 1722 fertiggestellt, die Säule selbst ein Jahr später. Die Säule wurde 1753 erstmals restauriert, danach verfiel die Säule, um zwischen 1935 und 1939 in die Sammlung des Heimatmuseums Nossen aufgenommen zu werden. Säule wurde 1982 zu Steinmetzmeister Glöß zur Restaurierung gebracht. | 09303308 |
| Weitere Bilder                          | Kammergut Zella, Zisterzienserkloster Altzella (Sachgesamtheit) | Zellaer Straße 6, 10 (Karte)                                         | Um 1170 und später | Sachgesamtheit Zisterzienserkloster Altzella, mit den Einzeldenkmalen: Ruinen der Klosterkirche, der Klausur (Reste des Sommerrefektoriums, des Dormitoriums einschließlich Kapelle, der Kapelle am Kapitelsaal sowie der Fundamente des Kreuzganges) und des Abtsgebäudes mit der Siechenhauskapelle sowie Ruine zweier Kornhäuser oder Klosterscheunen, außerdem Betsäule im Park, Parkmauer mit Toranlage, Klosterportal und Umfassungsmauer, dazu folgende Gebäude: Konversenhaus, daran angebautes Gesindehaus mit Kellerhaus, Pächterhaus, Schreibereigebäude mit Abtshausportal, Mausoleum, Große Scheune mit angebautem Wirtschaftsgebäude (Nr. 10), Böttcherei, Pferdestall (früher Brauhaus), Großer und Kleiner Schafstall sowie Schäferwohnhaus als Dreiseithof, Ziegelscheune, Obere Scheune, weiterhin zahlreiche Grabsteine (heute im Konversenhaus untergebracht) (siehe 09267128) und den Sachgesamtheitsteilen: Gärtnerei (Nr. 6), Ziegelmeisterhaus, Rinderstall, Schuppen und gesamtes Klostergelände sowie der Park innerhalb des Klosters (Gartendenkmal); westlich des eigentlichen Stadtgebietes von Nossen gelegener Klosterbezirk, alte Ortslage Zella, spätromanisch-frühgotische Klosterkirche. Ursprünglich dreischiffige Basilika, Weihe zwischen 1175 und 1198, Abbrucharbeiten seit den 1550er Jahren, am Schreibereigebäude Sitznischenportal des Roßweiner Abthauses, Kloster einzigartige, baugeschichtlich und landesgeschichtlich bedeutsame Anlage, insbesondere als Zeugnis der Zisterzienserarchitektur und Grablege der Wettiner, über der Gräberstätte heute barockes Mausoleum als Gedächtniskapelle, darüber hinaus das beeindruckende romanische Klosterportal und das Konversenhaus mit künstlerischem Wert, ältestes Kloster der Markgrafschaft Meißen, seit 2019 zugehörig zur Pufferzone des UNESCO-Welterbes Montanregion Erzgebirge/Krušnohoří. | 09303076 |
| Weitere Bilder                          | Ruinen der Klosterkirche, der Klausur (Reste des Sommerrefektoriums, des Dormitoriums einschließlich Kapelle, der Kapelle am Kapitelsaal sowie der Fundamente des Kreuzganges) und des Abtsgebäudes mit der Siechenhauskapelle sowie Ruine zweier Kornhäuser oder Klosterscheunen, außerdem Betsäule im Park, Parkmauer mit Toranlage, Klosterportal und Umfassungsmauer, dazu folgende Gebäude: Konversenhaus, daran angebaut Gesindehaus mit Kellerhaus, Pächterhaus, Schreibereigebäude mit Abtshausportal, Mausoleum, Große Scheune mit angebautem Wirtschaftsgebäude (Nr. 10), Böttcherei, Pferdestall (früher Brauhaus), Großer und Kleiner Schafstall sowie Schäferwohnhaus als Dreiseithof, Ziegelscheune, Obere Scheune, weiterhin zahlreiche Grabsteine (heute im Konversenhaus untergebracht), Einzeldenkmale der Sachgesamtheit 09303076 | Zellaer Straße 10 (Karte)                                            | Um 1170 und später (Kloster); 1175–1198 (Kirchenruine); 1504 Dendro (Konversenhaus); bezeichnet mit 1506 (Umbau Winterrefektorium); 1630 Dendro (Böttgerei)      | Einzeldenkmale der Sachgesamtheit Zisterzienserkloster Altzella; westlich des eigentlichen Stadtgebietes von Nossen gelegener Klosterbezirk, alte Ortslage Zella, spätromanisch-frühgotische Klosterkirche, seit 2019 zugehörig zur Pufferzone des UNESCO-Welterbes Montanregion Erzgebirge/Krušnohoři. Seitlich an der Scheune angefügtes Haus mit Stützpfeilern. Stiftung der Kirche am 26. Februar 1162. Ursprünglich Chorkapellen als Begräbnisstätten. Der Chor war Grablege des Hauses Wettin. An der Nordwand 1336 Anbau der Andreaskapelle als weitere Wettinische Begräbnisstätte. 1506 Umbau des Winterrefektoriums (Bezeichnet am Obergeschoss). 1540 Auflösung des Konvents. Ab 1677 Errichtung der „Fürstenkapelle“ für Mitglieder der fürstlichen Familie wohl durch Oberlandbaumeister Wolf Caspar von Klengel, bis 1680 noch nicht vollendet. 1788 Ausbau der „Fürstenkapelle“ (Mausoleum) durch Oberlandfeldmesser Christian Franck. 1804 Überführung der Grabmale. | 09267128 |
| Direkt Bild zu diesem Denkmal hochladen | Wohnhaus (mit rückwärtigem Anbau) eines Mühlenanwesens (Klostermühle) | Zellaer Straße 20 (Karte)                                            | Um 1860 | Stattlicher Putzbau im Stil des Historismus, besonders der Anbau zum Garten mit schöner, feingliederiger Putzfassade, baugeschichtlich und ortsgeschichtlich von Bedeutung, seit 2019 zugehörig zur Pufferzone des UNESCO-Welterbes Montanregion Erzgebirge/Krušnohoři. An einem Nebengebäude Bezeichnung „...Kühn 1861“. | 09304215 |

## Ehemaliges Denkmal
| Bild                                    | Bezeichnung | Lage               | Datierung                 | Beschreibung | ID       |
| --------------------------------------- | ----------- | ------------------ | ------------------------- | --- | -------- |
| Direkt Bild zu diesem Denkmal hochladen | Wohnhaus    | Höhenweg 5 (Karte) | 1. Hälfte 19. Jahrhundert | Alte Ortslage Augustusberg, Obergeschoss verbrettert, dahinter wohl Fachwerk, markanter ländlicher Bau, baugeschichtlich bedeutend. Dacherker (?), ehemaliges Wohnstallhaus. Nach 2017 von der Denkmalliste gestrichen. | 09267102 |

## Tabellenlegende
- Bild: Bild des Kulturdenkmals, ggf. zusätzlich mit einem Link zu weiteren Fotos des Kulturdenkmals im Medienarchiv Wikimedia Commons. Wenn man auf das Kamerasymbol klickt, können Fotos zu Kulturdenkmalen aus dieser Liste hochgeladen werden:
- Bezeichnung: Denkmalgeschützte Objekte und ggf. Bauwerksname des Kulturdenkmals
- Lage: Straßenname und Hausnummer oder Flurstücknummer des Kulturdenkmals. Die Grundsortierung der Liste erfolgt nach dieser Adresse. Der Link (Karte) führt zu verschiedenen Kartendiensten mit der Position des Kulturdenkmals. Fehlt dieser Link, wurden die Koordinaten noch nicht eingetragen. Sind diese bekannt, können sie über ein Tool mit einer Kartenansicht einfach nachgetragen werden. In dieser Kartenansicht sind Kulturdenkmale ohne Koordinaten mit einem roten bzw. orangen Marker dargestellt und können durch Verschieben auf die richtige Position in der Karte mit Koordinaten versehen werden. Kulturdenkmale ohne Bild sind an einem blauen bzw. roten Marker erkennbar.
- Datierung: Baubeginn, Fertigstellung, Datum der Erstnennung oder grobe zeitliche Einordnung entsprechend des Eintrags in der sächsischen Denkmaldatenbank
- Beschreibung: Kurzcharakteristik des Kulturdenkmals entsprechend des Eintrags in der sächsischen Denkmaldatenbank, ggf. ergänzt durch die dort nur selten veröffentlichten Erfassungstexte oder zusätzliche Informationen
- ID: Vom Landesamt für Denkmalpflege Sachsen vergebene, das Kulturdenkmal eindeutig identifizierende Objekt-Nummer. Der Link führt zum PDF-Denkmaldokument des Landesamtes für Denkmalpflege Sachsen. Bei ehemaligen Kulturdenkmalen können die Objektnummern unbekannt sein und deshalb fehlen bzw. die Links von aus der Datenbank entfernten Objektnummern ins Leere führen. Ein ggf. vorhandenes Icon  führt zu den Angaben des Kulturdenkmals bei Wikidata.

## Ausführliche Denkmaltexte
1. ↑  Schloss Nossen:
  - Geschichte: Weithin sichtbare, mehrflüglige Anlage. Ursprung des Schlosses eine 1180 erstmals erwähnte Befestigungsanlage der Herren von Nossen (Nuzzin). Die Höhenburg auf einem felsigen Geländevorsprung westlich über der Freiberger Mulde war einer der Stützpunkte der Ostkolonisation in der Mark Meißen und sicherte den örtlichen Muldenübergang. 1315 wurde sie von den Meißner Bischöfen, 1436 vom Kloster Altzella (e Nossen-Zella) gekauft, dessen Äbte zeitweilig ihren Wohnsitz in der Burg nahmen. Die Gestalt der spätmittelalterlichen Anlage ist kaum bekannt. An der Nordseite haben sich im Torturm Bauteile dieser Zeit erhalten, östlich davon sind an den über dem Steilabfall aufragenden äußeren nördlichen Umfassungsmauern vorkragende Konsolen und darüber liegende Stichbögen erhalten, die hölzerne Wehrgänge getragen haben dürften. 1545 fiel die Burg nach Auflösung des Klosters an den Landesherren Kurfürst August, der sie als Sitz eines neuen Amtes Nossen bestimmte und den Ausbau zum Schloss einleitete, das fürstlichen Jagdaufenthalten und als sog. Reiselager zu dienen hatte. 1554–57 Bau des Westflügels (Saalbau) zum Teil mit Abbruchmaterial aus Kloster Altzella, mit drei die Westansicht seitdem bestimmenden schweren Halbrundtürmen, Riesensaal, Prinzen- und Silberkammer und einem Treppenturm an der Hofseite, gleichzeitig Vertiefung des Schlossgrabens nordwestlich und westlich vor dem Saalbau gegen den Markt durch Ausbrechen von Felsgestein. 1628–30 Bau des Südflügels im äußersten Südosten des Schlossberges, als Amtsgebäude, mit Treppenturm an der Hofseite. Der steil über Felsen und Substruktionen mit drei Giebeln aufragende Bau bestimmt das Bild des Schlosses von Süden und Südosten. Zerstörungen im 30-jährigen Krieg, Erneuerungen seit 1659 unter der Bauleitung von Wolf Caspar von Klengel, der u. a. 1667–69 den Küchenbau an der Nordseite, westlich des Tors und das Seitengebäude östlich davon ausbaut. Der ehemals bebaute Bereich zwischen Nord-, West- und Südflügel nach Abbruch mittelalterlicher Gebäude bis 1669 freigelegt und planiert und damit der charakteristische unregelmäßig von Westen nach Osten gestreckte, nur an seinen Rändern bebaute Hofraum entstanden. 1775 Erneuerung des Torturmdachs nach Blitzschlag durch Johann Friedrich Knöbel. 1775 Aufgabe der Anlage als kurfürstliches Schloss, Umbauten im Inneren der Gebäude, Nutzungen als Rentamt bis 1934, als Gerichtsgebäude bis 1952, für Wohnzwecke, als Museum seit 1952 (Westbau) und als katholische Kapelle St. Benno seit 1947 (Westbau, Erdgeschoss). Ständige Außeninstandsetzungen seit etwa 1950. Innenrestaurierung im Westbau seit 1994.
  - Nordflügel: Viergeschossiger Torturm, Mansardwalmdach, an der nördlichen Außenfront großes und kleines Tor nebeneinander, zwei spätgotische Spitzbogengewände aus Sandstein, an der Hofseite der gewölbten Durchfahrt schlichtes Rundbogenportal, die verputzten Turmfassaden mit Renaissance-Fenstergewänden aus Sandstein, auf welche im Zuge des Ausbaus durch Wolf Caspar von Klengel barocke Faschen mit Ohren aufgeputzt worden sind, etwa gleichzeitig die Schlossbrücke als steinerne Bogenbrücke erneuert. Westlich des Tors der auf dem Fels aufragende dreigeschossige Küchenbau, mit wohl im 19. Jahrhundert erfolgtem Dachausbau an der Nordseite und mit Satteldach, die Nordfassade wie am Torturm, am Erdgeschoss Bögen über Konsolen vom ehemaligen Wehrgang des 15. Jahrhunderts, die südliche Hoffassade verputzt, mit Renaissance-Fenstergewänden aus Sandstein. Östlich des Tors setzt sich der Nordflügel mit vier zusammenhängenden, meist zweigeschossigen Gebäuden auf leicht abfallendem Gelände fort, an der Nordseite mehrfach die baulichen Spuren des Wehrgangs, Satteldächer mit verschiedenen Firsthöhen, dadurch malerisches Erscheinungsbild der Bautenfolge, zu nennen sind das dem Tor folgende dreigeschossige sogenannte Schreiberhaus, dessen Nordfassade der des Torturms entspricht, die südseitige Hoffassade der entsprechenden des Küchenbaus, darüber hinaus das ehemalige Gefängnis und im Osten die sogenannte Dechantei.
  - Westflügel (Saalbau): Weit nach Westen vorgeschobener, über blankem Fels sich erhebender zweigeschossiger Putzbau mit zwei dreigeschossigen, dreiviertelrunden Türmen an den Ecken und einem halbrunden mittleren vor der an dieser Stelle leicht gebrochenen Front, die Türme, welche dem Flügel den Charakter eines vorgesetzten, den seitlichen Schlosszugang deckenden Festungswerkes verleihen, tragen Welsche Hauben. Satteldach mit Fledermausgaupen, Fenstergewände aus Sandstein in Renaissanceformen, Geschossgliederung des verputzten Baus durch Glattputzbänder. Die östliche Hoffassade zweigeschossig, mit zwei großen Zwerchhäusern am Südteil und mit Fenstergewänden und Putzgestaltung wie an der Westfassade, am Nordteil ein vorgelegter runder Treppenturm mit Wendelstein und schräg gestellten Fenstern in Rhombenform, sein bedeutendes Renaissanceportal aus Sandstein, mit einem reich profilierten Rundbogen mit Schlussstein, den eine toskanische Ordnung mit zwei kannelierten Säulen über Postamenten und einem Gesims mit Triglyphen rahmt – wohl von Giovanni Maria da Padova (Original?), um 1554, ersetzt durch eine Kopie 1964.
    - Inneres: Im Treppenturm des Westflügels spiralförmige Wendeltreppe aus Sandstein, mit reich profilierter Spindel, noch in spätgotischer Tradition, überwölbt von einem achtteiligen Sternrippengewölbe. Im Erdgeschoss des Flügels Kreuzgrat- und Tonnengewölbe, ehemals Vorratsräume und Silberkammer, der nördliche Teil jetzt katholische Kapelle St. Bernhard. Im Obergeschoss nördlich die ehemaligen Gemächer des Kurfürsten, im Nordwestraum Decke mit profilierten Holzbalken und Bretterfüllungen, um 1554, bemalt um 1620/30 mit Blattstäben, Akanthusblättern u. ä., an der Südwand großes gemaltes kurfürstliches Wappen mit zwei Engeln, seitlich Fragmente eines Frieses, im mittleren Raum dieselbe Holzdecke, die Bemalung, auch an den Wänden, in Rekonstruktion, an der Nordwand Kamin aus der Bauzeit, im südlichen Raum an der Ostwand Wandmalereifragment bezeichnet mit 1626, die beiden ersten Räume zweigeteilt durch Zwischenwand des 19. Jahrhunderts. Südlich lagen die Gemächer der Kurfürstin, seit dem 19. Jahrhundert verbaut. Im Dachgeschoss die ehemaligen Prinzenkammern. Die Räume der nördlichen Seite werden zurzeit für museale Zwecke restauriert.

  - Südflügel: Das Amtshaus über längsrechteckigem Grundriss auf dem Felsabbruch der Südostecke. Der dreigeschossige Bau mit Satteldach über hohem Kellergeschoss, das aus der Südansicht als Vollgeschoss erscheint und durch hohe Substruktionen untersockelt ist. Die Südfassade mit je einem zweiachsigen Zwerchhaus an den Ecken sowie mit einem mittleren, dazwischen je zwei pfeilerartige Steherker, die von der Sohle der Substruktionswand bis über die Traufe reichen und wie die Zwerchhäuser Steilgiebel mit Gesims und Ortgang tragen. Verputzte Oberflächen, alle Ecken, auch die der ehemals als Aborterker dienenden Steherker, mit Putzquaderungen, die Fenstergewände aus Sandstein. Die überaus steile, stark vertikale Wirkung der Südfassade, gesteigert durch die sechs Giebel und zwei vor die Wand gesetzte hohe Stützpfeiler, findet in der schmalen Ost- und Westfassade, beide mit je einem Zwerchhaus, Entsprechung. Die nördliche Hoffassade nur bei den beiden Zwerchhäusern dreigeschossig, das rechte am Giebel bezeichnet mit 1630, vor dem mittleren zweigeschossigen Teil ein achteckiger Treppenturm mit Rundbogenportal und Putzquaderungen, der obere Abschluss durch eine geschweifte verschieferte Haube mit Laterne und Spitze, an der Westseite Rampe zum Kellergeschoss, mit gewölbten Pferdeställen. Am Tor ein Schlussstein mit kursächsischem Wappen in einer Rollwerkkartusche, bezeichnet mit 1628. Im unbebauten Bereich südlich des Amtshauses eine tiefer gelegene Plattform mit Stützmauern für die Aufstellung von Geschützen (Bastion).
2. ↑  Puppen- und Spielwarenfabrik Buschow & Beck:

Unternehmen ursprünglich mit Sitz in Dzierżoniów (Reichenbach im Eulengebirge) in Niederschlesien/Polen, dort hervorgegangen aus der Firma Max Dittrich & Schön (Erwerb durch den Inhaber einer Magdeburger Puppenfabrik, Wilhelm Buschow, und den Kaufmann Friedrich Beck). Zunächst Spezialisierung auf die Produktion von Puppen(schulter)köpfen aus Metallblech, deren Oberfläche zum Schutz vor dem Abblättern der Farbfassung und vor dem Verrosten mit einer Zelluloidschicht überzogen wurde. 1896 Unternehmensverlagerung nach Nossen an den Standort einer ehemaligen Bindfadenfabrik, Nachnutzung eines leerstehenden Produktionsgebäudes, Hinzufügung weiterer Gebäude in der Folgezeit, zudem Erweiterung der Produktpalette: Puppenköpfe wurden nun auch komplett aus Zelluloid hergestellt (die für das Blasen der Puppen benötigten Formen wurden von Graveuren aus Messing hergestellt, lediglich während des Ersten Weltkriegs, als Zelluloid als kriegswichtiger Rohstoff für die Munitionsherstellung benötigt wurde, ging man kurzzeitig wieder zur Herstellung aus Metall über), sie erhielten (bewegliche) Schlafaugen. Ab 1907 kamen Puppenkörper aus Leder, Wachstuch oder Stoff hinzu (mit Metallgelenken, die Puppenbekleidung stammte zumeist aus Heimarbeit). Das Unternehmen verfügte über etliche Patente und anderweitige Schutzrechte, u. a. erfolgte um 1900 die Eintragung der Schutzmarke „Minerva“ (Markenzeichen: stilisierter Helm der römischen Göttin Minerva, wurde nachfolgend auf Nacken oder Rücken der Produkte geprägt). Weltweiter Vertrieb, Auszeichnung der Produkte mit goldenen und silbernen Medaillen (u. a. auf Ausstellungen in Antwerpen, Barcelona, Brüssel, London, Lübeck und Dresden). Nach dem Zweiten Weltkrieg stellte das Unternehmen neben Zelluloidpuppen auch weitere Produkte aus Zelluloid her (u. a. Tischtennisbälle, Schwimmhilfen, Kleinspielzeug). 1972 Einstellung der Puppenproduktion als Folge des Verbots der Spielzeugherstellung aus leicht brennbarem Zelluloid, nachfolgend Nutzung der Produktionsgebäude durch den VEB Präcitronic zur Fertigung von elektronischen Bauteilen und Prüfgeräten. In den 1990er-Jahren endgültige Stilllegung des Standorts, heute Leerstand der Gebäude. Buschow & Beck zählte zu den größten Konkurrenten des bekannten Thüringer Puppenherstellers Schildkröt (letztere belieferten andere Puppenfabrikanten – darunter auch die Nossener – mit Rohzelluloid, jene experimentierten allerdings mit dem gelieferten Zelluloid zwecks Verbesserung der Rezeptur, so dass Schildkröt 1903 die Lieferung einstellte, fortan bezogen Buschow & Beck den Rohstoff aus anderen Quellen und stellten das in der Puppenproduktion benötigte Zelluloid selbst her). So beschäftigte das Unternehmen im Jahre 1920 etwa 250 Mitarbeiter, dazu etwa 600 Heimarbeiter aus Nossen und Umgebung. Die Bedeutung innerhalb Sachsens dokumentiert auch der Besuch der Puppenfabrik durch den sächsischen König Friedrich Ludwig im Jahre 1910 sowie die ausführliche Beschreibung in der Publikation „Das Königreich Sachsen: Kultur, Industrie, Handel und Gewerbe“ von 1914, dementsprechend erhaltene Produktionsanlagen von großer industriegeschichtlicher Bedeutung für Nossen und Sachsen.
3. ↑  Rittergut Augustusberg:

Aus dem Wirtschaftshof Keseberg des Klosters Altzella (e Nossen-Zella) hervorgegangen, seit 1705 mit dem Namen Augustusberg. Große offene Hofanlage, baulich nach 1945 verändert. Herrenhaus im Süden, zweigeschossiger Putzbau, 9 : 7 Fensterachsen, von den Herren von Klengel erbaut in der 1. Hälftedes 18. Jahrhunderts. Schlichtes barockes Sandsteinportal, der Kniestock mit halbkreisförmigen Fenstern und das flache Walmdach um 1830 aufgesetzt unter den Grafen von Ronow und Bieberstein, westlich angesetzter Flügel ebenfalls um 1830, verändert. Im Inneren großer Erdgeschossflur mit einfacher barocker Stuckdecke über Hohlkehle und Treppe zum Obergeschoss mit Bretterbalusterbrüstung. Im Nordwest- und Nordostraum des Erdgeschosses barocke Rahmenstuckdecken, im Südwestraum Küche mit Kreuzgratgewölbe. Nördlich Wirtschaftshof, in der Mitte kleines Giebelhaus mit Uhr-Dachreiter, um 1820/30, östlich davon große massive Scheune mit fünf schweren Strebepfeilern an der Ostseite, verputzt, mit Krüppelwalmdach, im Erdgeschoss Kreuzgratgewölbe über toskanischen Säulen, am Giebel Inschrifttafel von 1821 (Dehio Sachsen I, 1996).

Herrenhaus von den Herren von Klengel in der 1. Hälfte des 18. Jahrhunderts erbaut. Es zeigt ein schlichtes barockes Sandsteinportal mit geohrtem Gewände, Scheitelstein und gerader Bedachung. Die halbkreisförmigen Fenster im Kniestock und das flache Satteldach sind um 1830 unter den Grafen von Ronow und Bieberstein hinzugekommen. Das Erscheinungsbild des Hauses ist trotz des älteren Kerns eher klassizistisch. Im Inneren haben sich ein großer Erdgeschossflur mit einfacher barocker Stuckdecke über einer Hohlkehle (Voute) und eine Treppe zum Obergeschoss mit Bretterbalusterbrüstung erhalten. Im Nordwest- und im Nordostraum des Erdgeschosses finden sich barocke Rahmenstuckdecken, im Südwestraum eine Küche mit Kreuzgewölbe. Die wuchtige östliche Scheune mit Strebepfeilern zeigt im Erdgeschoss Kreuzgratgewölbe über toskanischen Säulen. Am Giebel befindet sich eine Inschrift von 1821, die sich wohl auf einen Umbau bezieht. In der Mitte des Hofes steht ein kleines Giebelhaus mit Uhr-Dachreiter, um 1820/30. An diesem befindet sich eine Tafel mit der Inschrift „Dem Andenken der Familie v. Reinhardt. Gewidmet von der Stadt Nossen. 1. Jan. 1905“ (Dehio, bearbeitet). Das Rittergut Augustusberg ist eine Gründung des Klosters Altenzelle und weist altenzellisches Bauwerk z. B. in Stallgebäuden noch heute auf. Ursprünglich „Käseberg“ genannt, war es bis zur Säkularisation von Altenzelle Klosterhof. Es kam 1705 in den Besitz des Oberküchenmeisters und Kämmerer Johann Christoph von Haugwitz, der zu Ehren Augusts des Starken den Namen in „Augustusberg“ verändert (Rittergüter des Königreichs Sachsen 1901).
4. ↑  Rathaus:

Zweigeschossiger verputzter Eckbau von 5:3 Achsen über einem Sockelgeschoss aus rotem Pophyr, mit Fassaden nach drei Seiten und drei an den freien Ecken des Obergeschosses angesetzten Erkern. Kleinteilig gegliederte Rechteckfenster, die unteren in runde Blendbögen eingesetzt. Der rundbogige Eingang mit eingezogener Treppe asymmetrisch an der Hauptfront im Nordosten. Die modern-historisierende, in den Details sehr präzise gestaltete Art des Gebäudes wird vor allem an der vielfältigen, in den Einzelformen kristallartigen unter einer einheitlichen, aus blauem Naturschiefer zusammengebundenen Dachhaut deutlich. Mansardwalmdach mit zweireihig angeordneten Stehgaupen, über der Eingangsseite zwerchhausartiges Uhrtürmchen mit Gesimsstücken und drei geschweiften Zeltdächlein, dazwischen aufragend eine polygonale Zapfenbekrönung, die sich auch über den Schweifdächern der Erker findet. Im Inneren im Obergeschoss an der Westseite der Ratssitzungssaal mit Vertäfelungen und Schnitzereien überwiegend aus der Bauzeit. Über der Eingangstür Schnitzreliefs mit Sternkreiszeichen. Die großen Fenster mit Glasgemälden bezeichnet mit 1914–17, welche die Wappen des Deutschen Reiches, des Königreichs Sachsen, von Nossener Bürgern, Handwerkerzeichen und Lebensaltersymbole zeigen. Im Zimmer des Bürgermeisters im nordöstlichen Eckraum Stuckdecke mit Zackenformen und originale Möbeleinrichtung, im Erker des Trauzimmers im Südosten ein Zellengewölbe als Architekturzitat der meißnischen Spätgotik. Das Gebäude besitzt herausragende städtebauliche Qualität, es begrenzt den leicht ansteigenden Straßenmarkt im Südwesten, ebenso betont es seine Öffnung in die Freiberger Straße. In ähnlicher Weise führt der nördliche sechsachsige Seitenflügel in die Siebenlehner Gasse ein (Dehio Sachsen, S. 651).